# Congreso Judío Mundial

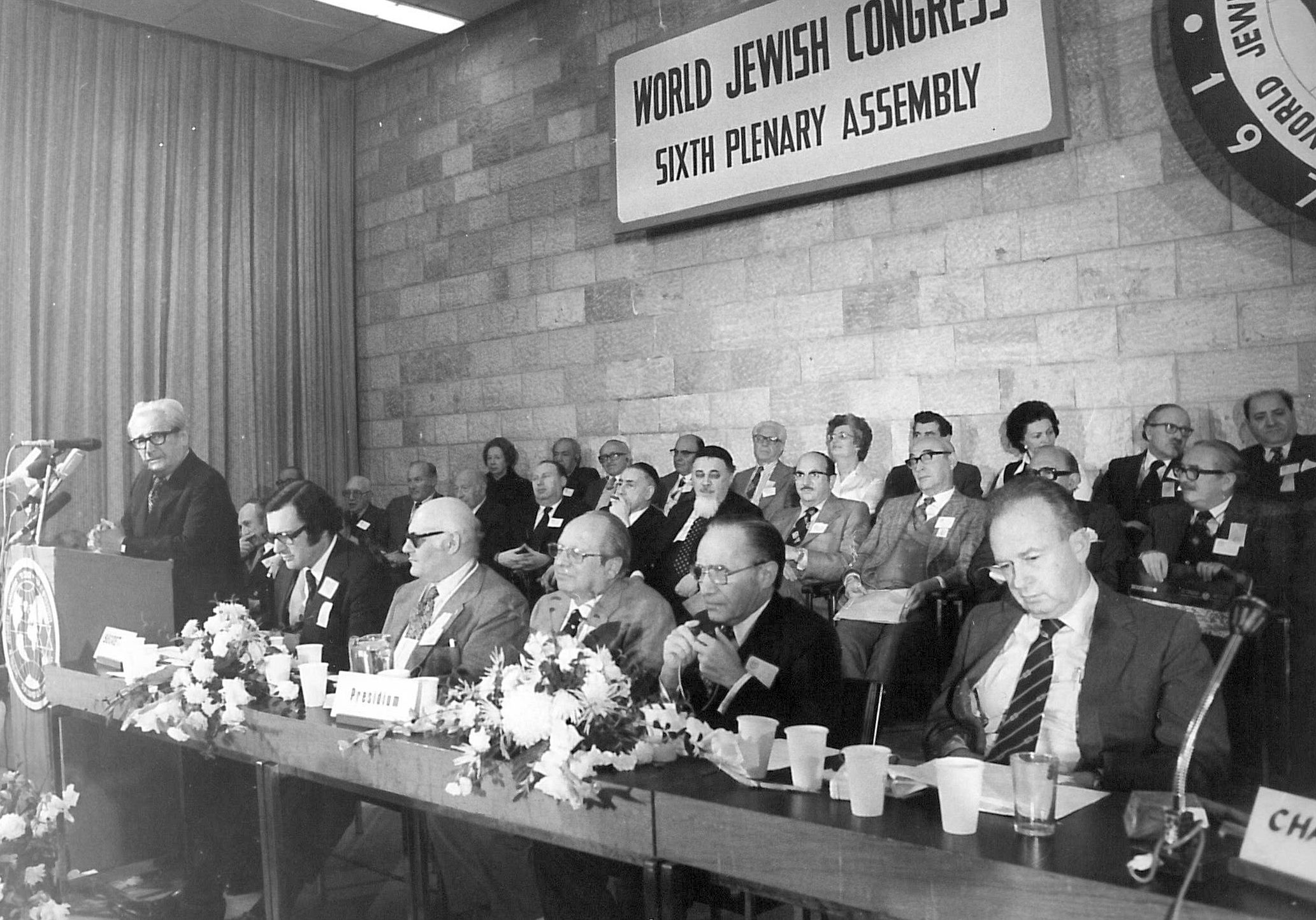
Nahum Goldmann dirigiendo la palabra a la Sexta Asamblea Plenaria del CJM en Jerusalén en 1975. Sentado a la derecha: primer ministro israelí Yitzhak Rabin

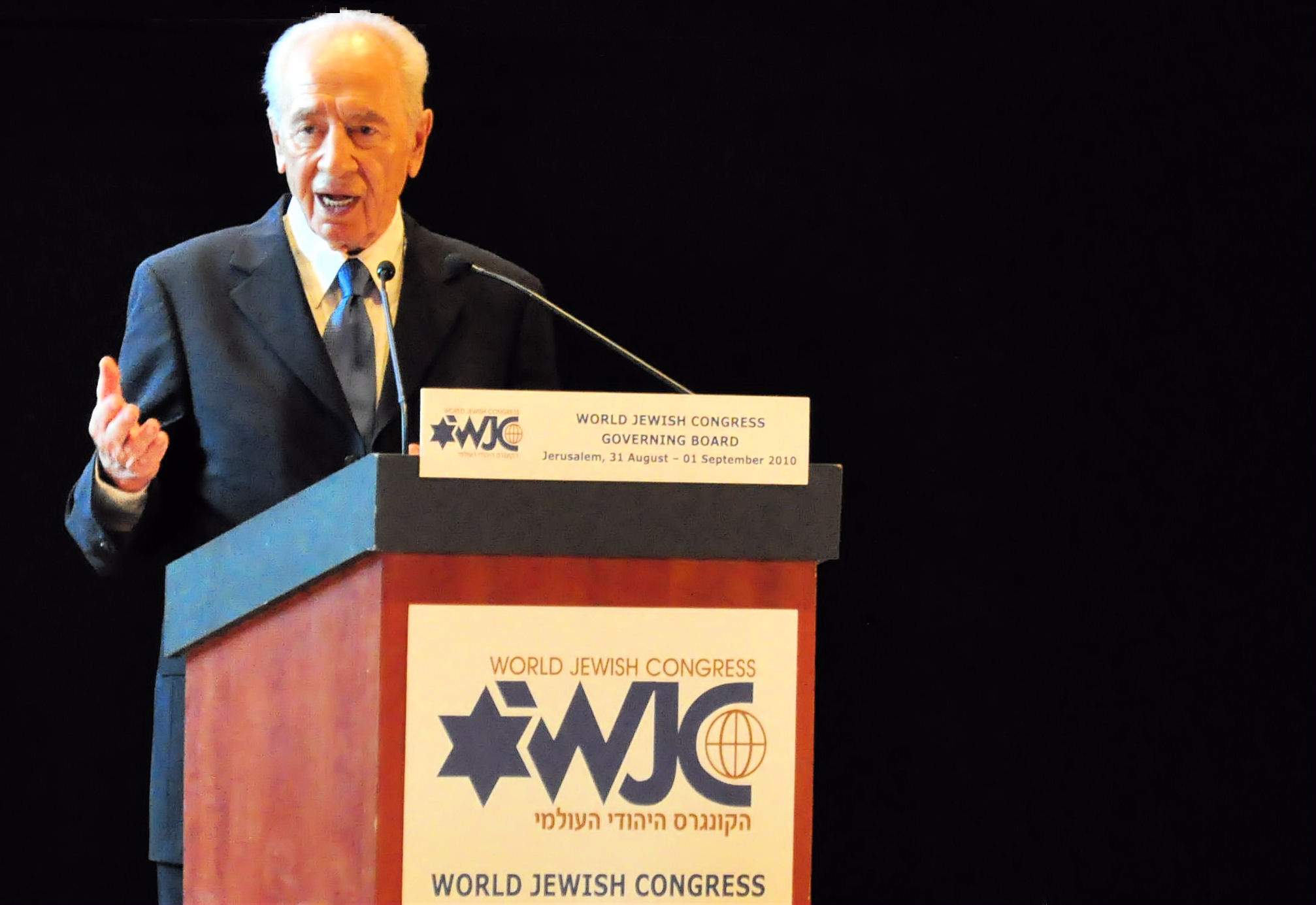
El Presidente de Israel Shimon Peres dirige la palabra a una reunión del Consejo Directivo del CJM en Jerusalén, agosto de 2010

El Congreso Judío Mundial (CJM) (en inglés: World Jewish Congress) es una de las mayores organizaciones judías del mundo. El CJM se fundó en Ginebra, Suiza, en agosto de 1936 como federación internacional de comunidades y organizaciones judías. Según su declaración de misión, el propósito principal del Congreso Judío Mundial es actuar como «brazo diplomático del pueblo judío». La participación en el CJM está abierta a todos los grupos o comunidades representativos del judaísmo, independientemente de la ideología social, política o económica del país que los alberga. La sede central del Congreso Judío Mundial está en ciudad de Nueva York, EE. UU. La organización mantiene oficinas internacionales en:
- Nueva York: América del Norte, Central y Caribe.

- Buenos Aires: América del Sur.

- Bruselas: Bélgica, Países Bajos, Luxemburgo, Islandia, Europa del Norte.

- Jerusalén: Oriente Medio, Asia, Oceanía, parte de África que pertenece a Oriente Medio.

- Moscú: Rusia, Europa del Este.

- Ginebra: Suiza y Europa del Sur.

- París: resto de Europa.

Resto de naciones de África se la reparten entre las sedes de los países a los que pertenecían esa nación antes de su independencia.

## Organización e instituciones relacionadas
El CJM está compuesto por cinco ramas regionales, el CJM Norteamericano, el Congreso Judío Latinoamericano, el Congreso Judío Europeo, el Congreso Judío Euro-asiático, y el CJM Israel. Asimismo, comunidades judías de casi 100 países están afiliadas directamente al Congreso Judío Mundial. Su órgano rector es la Asamblea Plenaria, que se reúne cada cuatro años y elige a los dirigentes voluntarios (Comité Ejecutivo) del CJM. Entre asambleas plenarias, el Consejo Directivo del CJM se reúne normalmente una vez al año. Las organizaciones judías afiliadas envían delegados a ambos órganos del CJM. La cantidad depende de la dimensión de las comunidades judías que representan. La última reunión de la Asamblea Plenaria, a la que asistieron más de 400 delegados de 62 países, tuvo lugar en Jerusalén en enero de 2009. También aprobó un nuevo estatuto que reemplazó la Constitución del CJM de 1975.
El CJM también mantiene un Instituto de Investigación con sede en Jerusalén, Israel. Se ocupa de investigar y analizar diversos temas de importancia para los judíos contemporáneos, y sus hallazgos se publican en formato de informes políticos. Operando bajo el auspicio del CJM, desde su creación en 1989 el Consejo de Relaciones Exteriores de Israel ha recibido a jefes de Estado, primeros ministros, cancilleres y otros visitantes distinguidos y ha publicado diversos materiales sobre la política exterior de Israel y las relaciones internacionales, entre ellos su revista de política exterior, Israel Journal of Foreign Affairs.
Entre las prioridades políticas actuales del CJM se pueden mencionar las siguientes: respaldar a Israel, combatir el antisemitismo y la “amenaza iraní”, y ocuparse del legado del Holocausto, especialmente respecto de restitución de propiedades, reparación y compensación para los sobrevivientes del Holocausto, y que permanezca vivo el recuerdo del mismo. Uno de los principales programas del CJM se ocupa de la situación apremiante de los refugiados judíos de territorios árabes. El CJM también participa en diálogo interconfesional con grupos cristianos y musulmanes.

### Dirigencia actual del Congreso Judío Mundial
En la 13.ª Asamblea Plenaria de Jerusalén en enero de 2009, Ronald Lauder fue formal y unánimemente elegido presidente del CJM, habiendo ocupado anteriormente el cargo de presidente interino. 

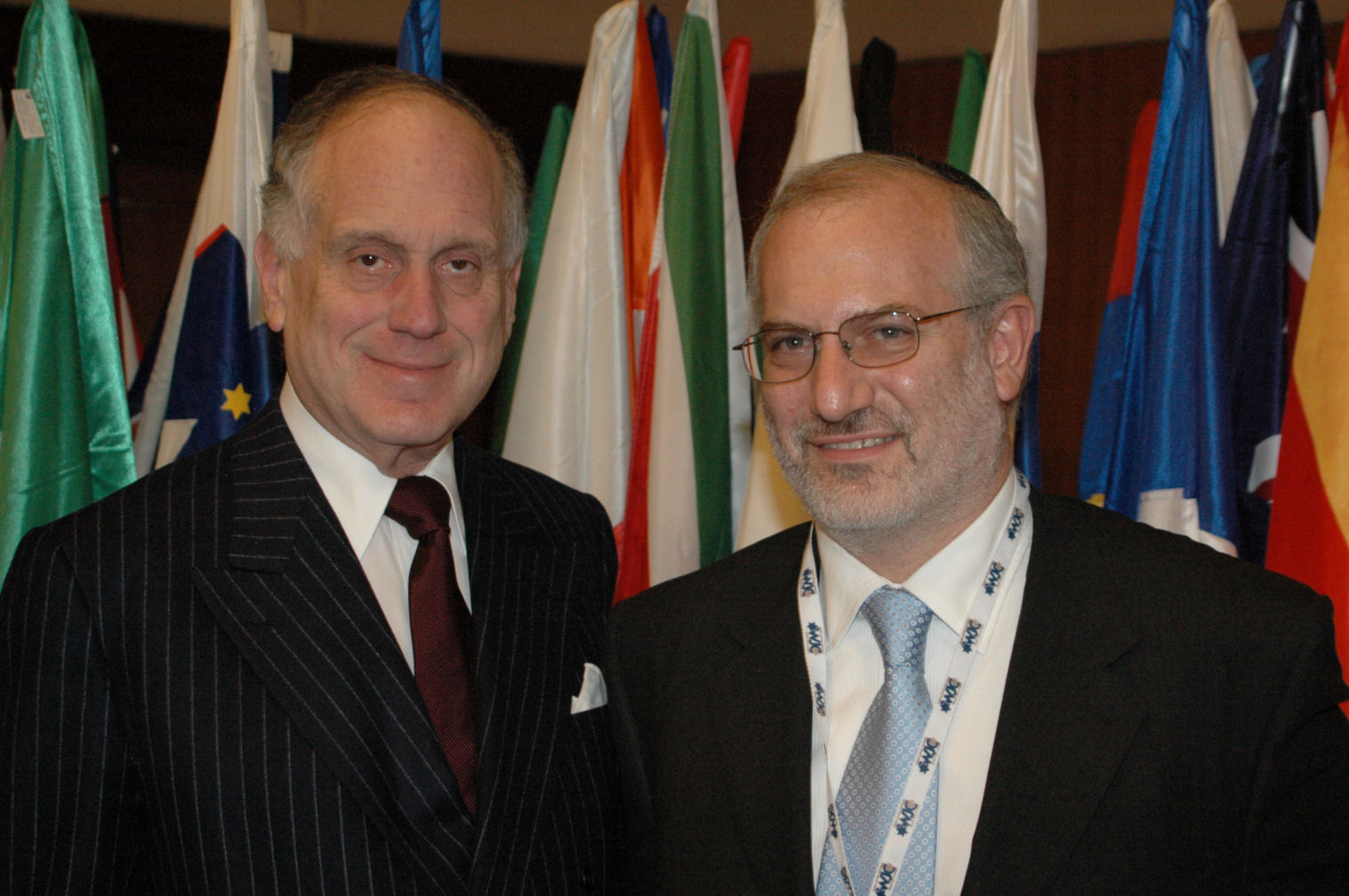
El Presidente del CJM Ronald S. Lauder (izquierda) y Eduardo Elsztain, presidente del Consejo Directivo del CJM, en enero de 2009

El empresario argentino Eduardo Elsztain fue elegido presidente del Governing Board del CJM. Jacob Benatoff de Italia fue elegido tesorero del CJM en reemplazo de Elsztain. Los 400 delegados de la Asamblea Plenaria también eligieron a las siguientes personas como vicepresidentes del Congreso Judío Mundial: Yaakov Bleich (Ucrania), Helena Glaser (Israel), Robert Goot (Australia), Florence Kaufmann (Gran Bretaña), Charlotte Knobloch (Alemania), Tomas Kraus (República Checa), Tamar Shchory (Israel), Marc Schneier (EE. UU.), y Mervyn Smith (Sudáfrica).
Otros vicepresidentes del CJM nombrados por las afiliadas regionales son: Roger Cukierman, Francia (por el Congreso Judío Europeo), Moshe Ronen, Canadá (por el Congreso Judío Norteamericano), Eduard Shifrin, Rusia (por el Congreso Judío Euroasiático), y Sara Winkowski, Uruguay (por el Congreso Judío Latinoamericano). Los miembros de oficio del Ejecutivo del CJM son los líderes de las cinco afiliadas regionales, actualmente Vadim Shulman de Ucrania (Congreso Judío Euroasiático), Viatcheslav Moshe Kantor de Rusia (Congreso Judío Europeo), Evelyn Sommer de Estados Unidos (CJM Norteamérica), Jack Terpins de Brasil (Congreso Judío Latinoamericano), y Shai Hermesh de Israel (CJM Israel).
Otros miembros del Comité Ejecutivo del CJM son Menachem Z. Rosensaft (EE. UU.), quien actúa como asesor jurídico del CJM; Lior Herman (Israel), Amichai Magen (Israel); Mark Shabad (Rusia); y el exsecretario General del CJM Michael Schneider (EE. UU.).
Un Comité Directivo más reducido se encarga de las actividades cotidianas del Congreso Judío Mundial. Está compuesto por el presidente, el director del Consejo Directivo del CJM, el tesorero y los presidentes de las cinco afiliadas regionales.
En junio de 2011, Dan Diker, analista de política exterior israelí oriundo de Nueva York fue nombrado nuevo secretario general del Congreso Judío Mundial. En diciembre de 2012, el CJM anunció que Diker se retiraría de su puesto el 2 de enero de 2013. En enero de 2013 el CJM anunció en un comunicado que el director general de la organización World ORT, Robert Singer, reemplazaría a Diker.

### Congreso Judío Latinoamericano
El Congreso Judío Latinoamericano (CJL) es la rama regional del CJM en América Latina. El CJM nuclea a las comunidades judías del continente latinoamericano (con la excepción de México) y sostiene en la región los mismos principios que sustenta y defiende el Congreso Judío Mundial. Están adheridas al mismo las organizaciones judías que tienen relevancia global y funcional regionalmente.

## Historia
El CJM se creó en Ginebra, Suiza en agosto de 1936, como reacción al crecimiento del nazismo y a la ola creciente de antisemitismo en Europa. Desde su fundación, ha sido un organismo permanente con oficinas en todo el mundo. Los objetivos principales de la organización eran «movilizar al pueblo judío y a las fuerzas democráticas contra la arremetida nazi», «luchar por la igualdad de derechos políticos y económicos en todas partes, particularmente para las minorías judías de Europa central y del este», «apoyar la creación de una ‘patria judía en Palestina’» y crear «un organismo judío representativo a nivel mundial basado en el concepto de la unidad del pueblo judío, organizado democráticamente y capaz de actuar en asuntos de interés común».

### Organizaciones precursoras (1917-1936)
Las organizaciones que precedieron al CJM fueron el Congreso Judío Estadounidense (CJEEUU) y el Comité des Délégations Juives (Comité de Delegaciones Judías). Este último se creó en marzo de 1919 para representar a las comunidades judías en la Conferencia de Paz de París, y para abogar por los derechos de la minoría judía en diversos países, incluyendo la negociación de derechos para los judíos de Turquía en el Tratado de Sèvres (1920) y acuerdos especiales con estados más pequeños del este de Europa. Liderado por el sionista ruso Leo Motzkin, el Comité des Délégations Juives congregaba delegaciones de Palestina, Estados Unidos, Canadá, Rusia, Ucrania, Polonia, Galicia oriental, Rumania, Transilvania, Bukovina, Checoslovaquia, Italia, Yugoslavia, y Grecia, financiado principalmente por la Organización Sionista Mundial.
Sin embargo, el ímpetu inicial para la creación del CJM provino del Congreso Judío Estadounidense. En diciembre de 1917, el CJEEUU aprobó una resolución que instaba a "convocar a un Congreso Judío Mundial", "cuando se declare la paz entre las naciones en guerra" en Europa. En 1923, Motzkin visitó Estados Unidos y habló ante el Comité Ejecutivo del CJEEUU, "abogando por una Conferencia Mundial Judía para analizar la situación de los judíos en diversos países y diseñar medios tendientes a lograr la efectiva protección de los derechos judíos". Las conferencias organizadas conjuntamente por Motzkin y los líderes del CJN Julian Mack y Stephen Wise se llevaron a cabo en 1926 en Londres y en 1927 en Zúrich, Suiza. A esta última asistieron 65 judíos de 13 países, representando a 43 organizaciones judías, si bien los principales grupos judíos de Bélgica, Gran Bretaña, Francia, Alemania, Italia y los Países Bajos, así como el Comité Judío Estadounidense declinaron la invitación.
La Primera Conferencia Judía Mundial se realizó en Ginebra en agosto de 1932. La comisión preparatoria fue encabezada por el sionista Nahum Goldmann, uno de los principales promotores de la creación de un organismo internacional para representar a los judíos. Goldmann definió el propósito del Congreso Judío Mundial de la siguiente manera:
“Se trata de crear un domicilio permanente para el pueblo judío; en medio de la fragmentación y atomización de la vida y la comunidad judía; de crear una representación real, legítima y colectiva de los judíos, con derecho a hablar en nombre de los 16 millones de judíos a las naciones y gobiernos del mundo, y también a los judíos".
La conferencia aprobó planes para crear la nueva organización en 1934, con sede central en Nueva York y oficinas europeas en Berlín, Alemania. En un manifiesto, los delegados instaban al pueblo judío a unirse como única medida eficaz de evitar el peligro. Según la declaración, los judíos debían confiar en su propio poder con la ayuda de los segmentos ilustrados del mundo que aún no habían sido saturados por el pernicioso antisemitismo. Añadía: "El Congreso Judío Mundial no pretende debilitar las organizaciones existentes, sino por el contrario apoyarlas y estimularlas". La nueva organización se basaría en el “concepto del pueblo judío como entidad nacional, y autorizada y obligada a enfrentar todos los problemas que afectan la vida judía"
En el verano de 1933, después del acceso al poder en Alemania de Adolf Hitler y su Partido Nacionalsocialista Alemán de los Trabajadores (NSDAP), Bernard Deutsch, entonces presidente del CJEEUU, instó a las organizaciones judías de Estados Unidos a apoyar la creación de un Congreso Judío Mundial "para probar la sinceridad de sus posturas" en favor de los asediados judíos de Alemania.

### Fundación
Después de otras dos conferencias preparatorias en 1933 y 1934, la Primera Asamblea Plenaria, efectuada en Ginebra en agosto de 1936, creó el Congreso Judío Mundial como organización permanente y democrática. Las elecciones para Delegados a dicha asamblea se debían regir por principios democráticos, a saber: el secreto, ser directas, y basadas en representación proporcional. Los 52 delegados norteamericanos, por ejemplo, fueron elegidos en una Convención Electoral reunida en Washington el 13 y 14 de junio de 1933 a la que asistieron 1000 representantes de 99 comunidades de 32 estados de los Estados Unidos.

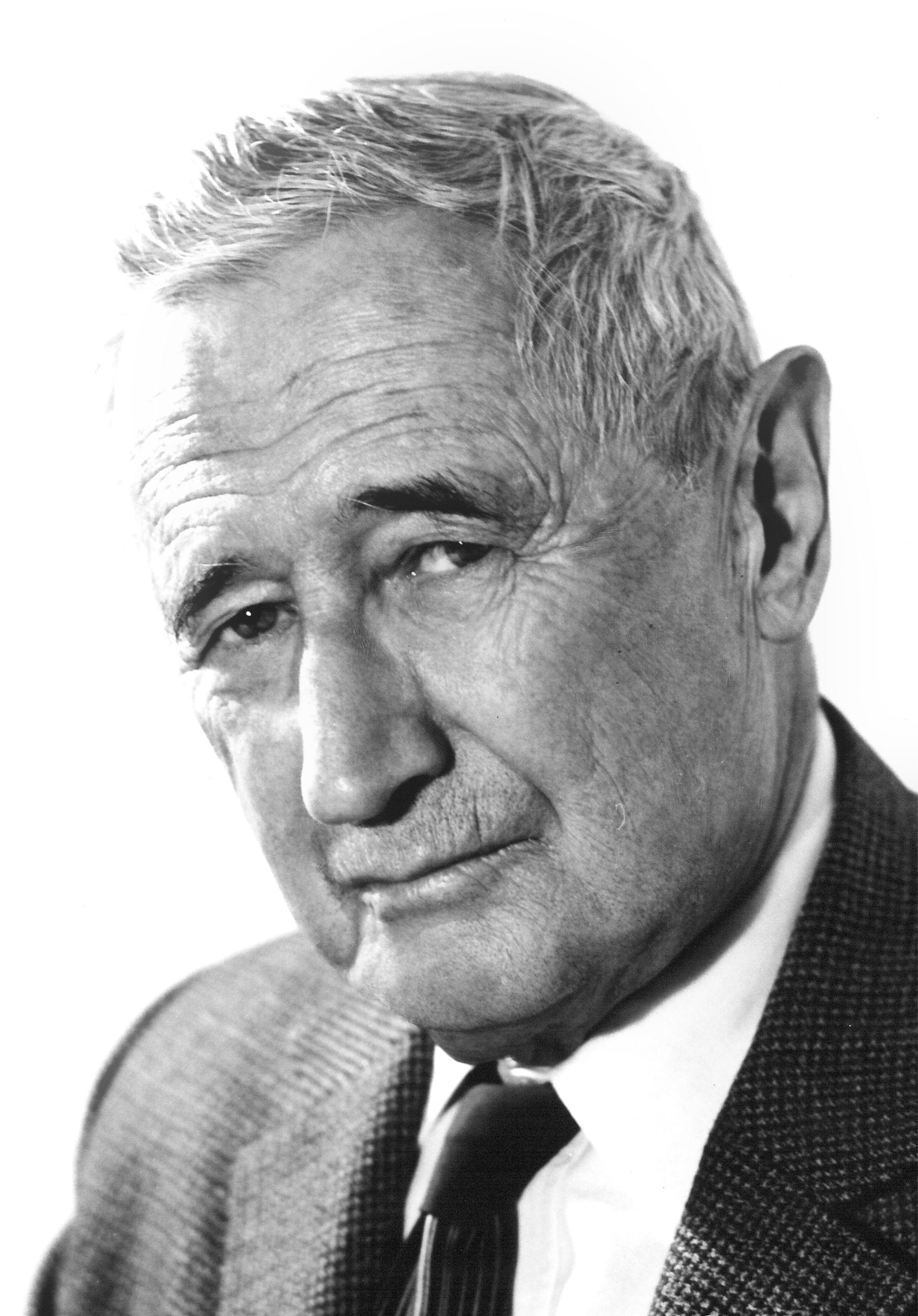
Nahum Goldmann, cofundador y presidente del Congreso Judío Mundial de 1948 a 1977

El objetivo declarado del Congreso Judío Mundial era la unidad judía y el fortalecimiento de la influencia política judía para garantizar la supervivencia del pueblo judío, lo que involucraba la creación de un estado judío. 230 delegados que representaban a 32 países se reunieron para la primera asamblea del CJM. En una conferencia de prensa en Ginebra, Stephen Wise atacó a los judíos alemanes por oponerse al CJM. Dijo: "Debo aclarar que el Congreso no es un parlamento, ni pretende serlo. No es nada más que una asamblea de representantes de instituciones judías que eligen asociarse en defensa de los derechos judíos. El Congreso no tendrá representación plena hasta que todos los judíos expresen su deseo de que los represente".
Si bien los delegados eligieron a Julian Mack, juez federal de Estados Unidos y expresidente del Congreso Judío Estadounidense como presidente honorario del CJM, Wise fue nombrado presidente del Ejecutivo del CJM y por ende líder de facto del congreso. Nahum Goldmann fue nombrado presidente del Comité Administrativo. El nuevo Ejecutivo del CJM redactó inmediatamente una declaración solicitando al Gobierno británico no detener la inmigración a Palestina y la entregó a los diplomáticos británicos en Berna, Suiza.
El CJM eligió París como sede central y también abrió una oficina de enlace con la Liga de las Naciones en Ginebra, presidida inicialmente por el abogado internacional suizo y Asesor Legal del CJM Paul Guggenheim y posteriormente por Gerhart Riegner, quien inicialmente fue secretario de Guggenheim.
En su lucha contra el creciente antisemitismo de Europa el CJM utilizó un doble abordaje: la esfera política y legal (principalmente la incidencia ante la Sociedad de las Naciones y declaraciones públicas) por una parte, y un intento de organizar un boicot de productos de países como la Alemania nazi por otra. Dada la debilidad de la Liga de las Naciones frente a Alemania, y los exitosos esfuerzos del régimen nazi para rechazar un boicot económico contra productos alemanes, ninguno de los abordajes resultó muy eficiente.
Después de los pogromos de noviembre de 1938 contra los judíos de Alemania conocidos como la Noche de los Cristales Rotos en la que mataron a por lo menos 91 judíos y destruyeron muchas sinagogas y negocios judíos, el CJM emitió una declaración: «Si bien el Congreso deplora el asesinato de un funcionario de la embajada alemana en París a manos de un joven judío polaco de 17 años de edad, se ve obligado a protestar enérgicamente por los violentos ataques en la prensa alemana contra la totalidad del judaísmo a causa de este acto y, especialmente, a protestar contra las represalias tomadas contra los judíos alemanes después del crimen».
Al estallar la Segunda Guerra Mundial en septiembre de 1939, la sede central del CJM se trasladó de París a Ginebra para facilitar la interacción con las comunidades judías de Europa. En el verano de 1940, momento en el que la mayor parte de Europa había caído bajo la ocupación nazi, la sede central del Congreso Judío Mundial se trasladó a Nueva York, compartiendo oficinas con el Congreso Judío Estadounidense, y se abrió una oficina especial del CJM en Londres. La tarea de la sección británica era actuar como representante europeo de la organización. Parte del personal que trabajaba en las oficinas europeas del CJM emigró a Estados Unidos cuando la sede central se trasladó allí. En la década de 1940, las áreas principales de la oficina de Nueva York eran: Departamento político, Instituto de Asuntos Judíos (investigación y tareas legales), Ayuda y Rescate, Departamento de Cultura y Educación (o Departamento cultural), y Departamento Operativo. En 1940, el CJM abrió una representación en Buenos Aires, Argentina.

### Esfuerzos del CJM durante el Holocausto y sus secuelas
Las prioridades iniciales del CJM incluían proteger los derechos de la minoría judía, combatir el antisemitismo en Europa, y brindar ayuda en la emergencia a los judíos que huían de la persecución nazi. El CJM también se concentró en la seguridad de los refugiados judíos y víctimas de la guerra. En 1939, el Congreso Judío Mundial creó un comité de ayuda para los refugiados de guerra judíos (RELICO) y cooperó con el Comité internacional de la Cruz Roja protegiendo a los judíos en los países ocupados por los nazis.
Bajo los auspicios del CJM, se crearon 18 comités en Estados Unidos compuestos por representantes exiliados de las diferentes comunidades judías europeas sometidas al régimen nazi. Los comités seguían el modelo de los gobiernos en exilio, y su tarea consistía en brindar apoyo moral y material a los judíos de los países respectivos, y preparar un programa de demandas judías para la posguerra. Los comités representativos se unieron para formar el Consejo Asesor de Asuntos Judíos Europeos, creado en una conferencia en la ciudad de Nueva York en junio de 1942.
El CJM también hizo lobby ante los gobiernos aliados en nombre de los refugiados judíos, e instó a las organizaciones judías de Estados Unidos a eliminar los cupos de inmigración para refugiados judíos que huían de la persecución nazi. En 1940, el General Charles de Gaulle, líder del gobierno francés en el exilio, prometió al CJM que cuando se liberara Francia, repudiarían todas las medidas tomadas por el régimen de Vichy contra los judíos.
A fines de 1941 y comienzos de 1942, los diplomáticos y periodistas occidentales recibieron informaciones aisladas sobre las masacres nazis de muchos miles de judíos en Polonia y Rusia, ocupadas entonces por los alemanes. Sin embargo la noticia era difícil de confirmar.

#### Telegrama de Gerhart Riegner
El 11 de agosto de 1942, el representante del CJM en Ginebra Gerhart Riegner envió un telegrama al vicecónsul estadounidense en Ginebra informando por primera vez a los Aliados sobre la Solución Final planeada por los nazis para exterminar a todos los judíos de los territorios ocupados por los alemanes. Riegner había recibido la información del industrial alemán Eduard Schulte.
Su telegrama decía lo siguiente:
“Recibido informe alarmante sobre plan analizado y considerado en cuartel general del Führer para exterminar de un solo golpe a todos los judíos de los países controlados por los alemanes, entre 3 millones y medio y 4 millones, después de deportarlos y concentrarlos en el este, resolviendo así la cuestión judía de una vez por todas. Campaña planeada para el otoño, métodos considerados incluyen ácido cianhídrico.”
Sólo varias semanas después, el 28 de agosto de 1942, el líder del CJM Stephen S. Wise recibió el alarmante mensaje de Riegner. El telegrama de Riegner fue recibido con incredulidad a pesar de las pruebas ya existentes de ejecuciones masivas. El Departamento de Estado estadounidense lo consideró “un rumor absurdo, generado por los temores judíos,” en tanto que el Ministerio británico de Relaciones Exteriores se negó a difundir el telegrama en ese momento e instó a que se investigarán primero las acusaciones. Recién el 25 de noviembre de 1942 se autorizó al CJM a difundir la noticia al mundo.
El 28 de julio de 1942, 20.000 personas participaron en una manifestación organizada por el CJM “Detengamos a Hitler ahora” en el Madison Square Garden de Nueva York. Nueve meses después, el 1 de marzo de 1943, aproximadamente 22.000 personas se apretujaron en el mismo salón y otras 15.000 quedaron afuera en una concentración organizada por el CJM cuyos oradores fueron Wise, Chaim Weizmann, el alcalde de Nueva York Fiorello La Guardia y otros. Sin embargo, el gobierno de Estados Unidos desoyó los llamamientos para rescatar a los judíos europeos. A comienzos de 1944, el Secretario del Tesoro de Estados Unidos Henry Morgenthau declaró ante el presidente Franklin Roosevelt que “ciertos funcionarios de nuestro Departamento de Estado” habían fallado cuando hubiera sido su deber “evitar el exterminio de los judíos en la Europa controlada por los alemanes”.

#### Esfuerzos de rescate
Durante la Guerra, el CJM hizo lobby ante los gobiernos Aliados para que otorgaran visas a los refugiados judíos de Europa y asegurar la restauración de los derechos de la minoría judía en las zonas liberadas por las fuerzas aliadas. A pesar de la oposición del Departamento de Estado de los Estados Unidos, el CJM obtuvo permiso del Departamento del Tesoro de Estados Unidos, encabezado por Morgenthau, para transferir fondos a Europa para rescatar y ayudar a los judíos perseguidos. Según un informe de Riegner, los fondos ayudaron a llevar a 1350 niños judíos de los países ocupados a Suiza y a otros 70 a España.
Sin embargo, en la Conferencia sobre Refugiados de Bermuda en 1943, tanto Estados Unidos como Gran Bretaña rehusaron flexibilizar sus políticas inmigratorias, ni siquiera para el Mandato Británico de Palestina. En respuesta, el CJM publicó un comentario que decía: “La verdad es que el obstáculo para que Naciones Unidas ayude a los judíos de Europa no es el hecho de que el programa sea peligroso, sino simplemente la falta de voluntad de hacerlo en su nombre”. Recién en enero de 1944, el presidente Franklin D. Roosevelt ordenó la creación de la Junta para los Refugiados de Guerra, cuyo propósito era "rescatar a las víctimas de la opresión enemiga en inminente peligro de muerte ".
El Congreso Judío Mundial también trató – mayormente en vano - de convencer al Comité Internacional de la Cruz Roja de hacer valer su autoridad con mayor contundencia ante los alemanes, instándolos a garantizar la condición de prisioneros de guerra civiles en virtud de la Tercera Convención de Ginebra sobre prisioneros de guerra a los judíos encerrados en guetos y campos de concentración nazi, lo que hubiera permitido a dicho comité brindarles cuidados. Sin embargo, el ICRC sostuvo que “no estaba en posición de ejercer presión sobre los gobiernos,” y que el éxito de su trabajo “dependía de sucesiones discretas y amigables”.

#### Carta al Departamento de Estado
El 9 de agosto de 1944, Leon Kubowitzki, director del Departamento de Rescate del CJM, reenvió un mensaje de Ernest Frischer del Consejo de Estado de Checoslovaquia al Departamento de Estado de los Estados Unidos incitando a destruir las cámaras de gas y bombardear las vías ferroviarias que llegaban al campo de exterminio de Auschwitz. El subsecretario de Guerra de Estados Unidos John J. McCloy rechazó la sugerencia cinco días después, y escribió a Kubowitzki:
"Después de analizarla resultó evidente que dicha operación sólo se podría ejecutar desviando considerable apoyo aéreo esencial para el éxito de nuestras fuerzas que ahora participan en operaciones decisivas en otros lugares, y en cualquier caso su eficacia sería tan dudosa que no justifica el uso de nuestros recursos."

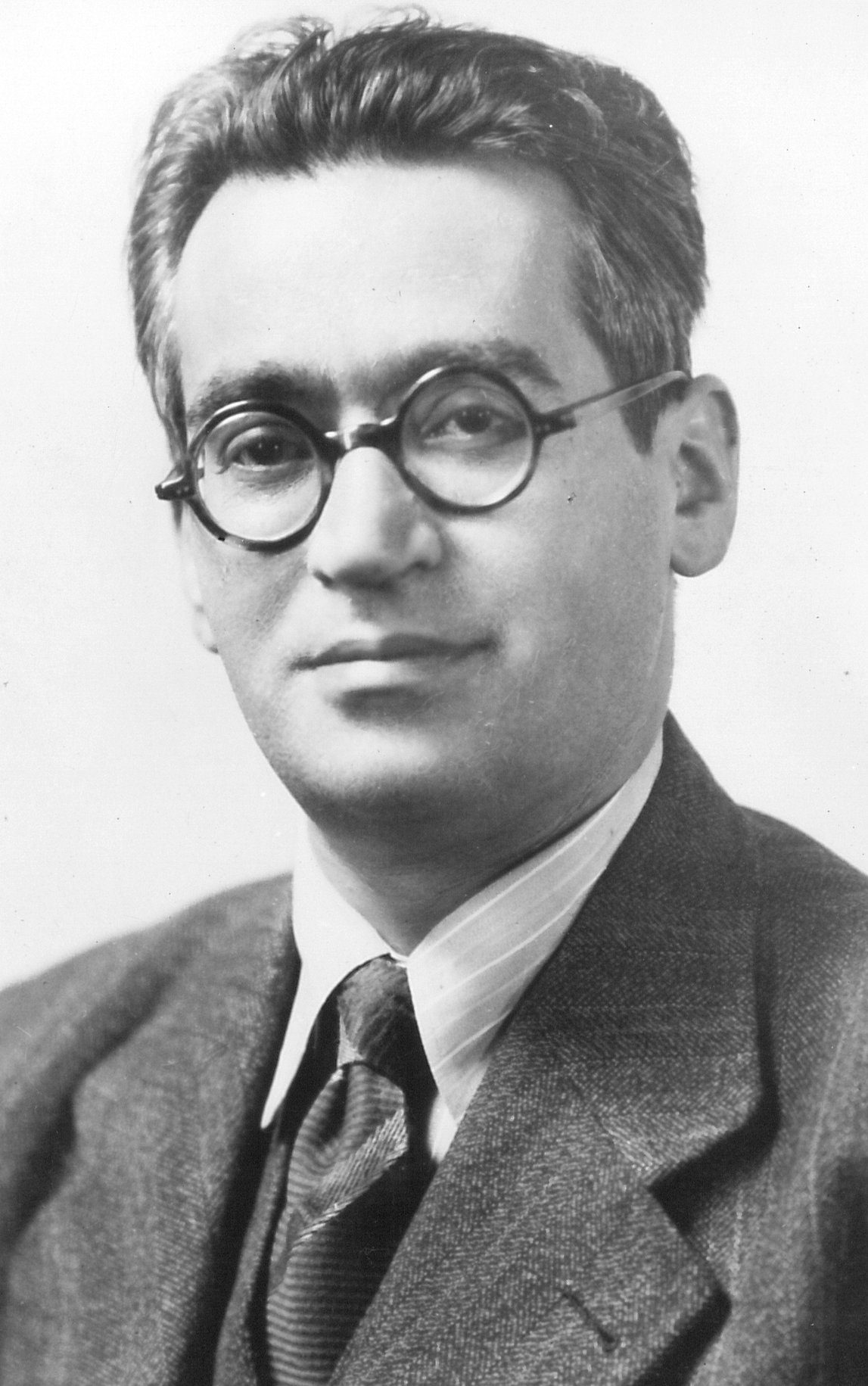
El Belga Leon Kubowitzki, secretario general del Congreso Judío Mundial de 1944 a 1948

En noviembre de 1944, en la Conferencia de Emergencia ante la Guerra llevada a cabo en Atlantic City, EE. UU., el CJM elaboró un programa para el período de posguerra, que incluía pedidos de reparación por parte de Alemania a los judíos y el uso de propiedades judías sin herederos para la reinserción de judíos. También en dicha conferencia se eligió presidente del Congreso Judío Mundial a Stephen Wise. Los delegados decidieron iniciar una campaña de recaudación de fondos de $10.000.000 para financiar una mayor actividad política en el mundo. La agencia de noticias JTA también informó lo siguiente: “La sesión de clausura de la conferencia aprobó una resolución recomendando que el Congreso cree un Departamento de Servicio Comunitario para ayudar a reconstruir la vida espiritual y cultural de los judíos en los países liberados. Otra resolución agradecía en nombre de la reunión al Vaticano y a los gobiernos de España, Suecia y Suiza por la protección que ofrecieron bajo condiciones difíciles, a los judíos perseguidos en la Europa dominada por los alemanes. Al mismo tiempo expresaba pesar ante el hecho que “deplorablemente se ha hecho poco para que los civiles del Eje en manos de Naciones Unidas se intercambien por judíos de guetos, y campos de internación, concentración y trabajo.”

#### Reunión de un representante del CJM con Heinrich Himmler, jefe de las SS
En febrero de 1945, el director de la oficina sueca del CJM, Hilel Storch, estableció contacto a través de un intermediario con el comandante en jefe de las SS, Heinrich Himmler. En abril, Norbert Masur de la sección sueca del CJM se reunió en secreto con Himmler en Harzfeld, aproximadamente 70 km al norte de Berlín. Himmler había prometido a Masur un salvoconducto. A través de negociaciones con el líder nazi y conversaciones ulteriores con el director de la Cruz Roja Suiza, Folke Bernadotte, el CJM fue autorizado a salvar a 4500 mujeres del campo de concentración de Ravensbrück. Aproximadamente la mitad de estas mujeres, que habían sido deportadas a Alemania de más de 40 países, eran judías.

#### Esfuerzos de posguerra
Al finalizar la guerra, el CJM se ocupó de intentar reconstruir las comunidades judías de Europa, presionar para conseguir indemnizaciones y reparaciones de Alemania, brindar asistencia a las personas desplazadas y sobrevivientes del Holocausto, y abogar por el castigo a los líderes nazis por crímenes de guerra y crímenes contra la humanidad. El Congreso Judío Mundial participó notablemente en la formulación de los principios que rigieron el Tribunal de crímenes de guerra de Núremberg y aportó pruebas contra los líderes nazis a los fiscales estadounidenses.
El 21 de septiembre de 1946, Papa Pío XII recibió en una audiencia al secretario general del CJM Leon Kubowitzki, quien relató al Papa las "grandes pérdidas" sufridas por los judíos durante la guerra y expresó gratitud por lo que había hecho la Iglesia para ayudar a "nuestro pueblo perseguido". Kubowitzki sugirió una encíclica papal sobre la actitud de la Iglesia católica hacia los judíos y una condena al antisemitismo. "Lo consideraremos", respondió Pío XII según se dice, agregando: "Por cierto, muy favorablemente, con todo nuestro amor". El CJM también instó al Vaticano a ayudar en la recuperación de niños judíos salvados por católicos durante el Holocausto.
El CJM también apoyó la fundación de la Organización de Naciones Unidas en 1945. En 1947, la organización se convirtió en una de las primeras ONG que recibió el Estatus Consultivo Especial del Consejo Económico y Social de Naciones Unidas (ECOSOC).
En 1947, aproximadamente 30.000 personas asistieron a la inauguración de la Conferencia latinoamericana del Congreso Judío Mundial en el Luna Park en Buenos Aires, Argentina.

### El CJM y la creación del estado de Israel

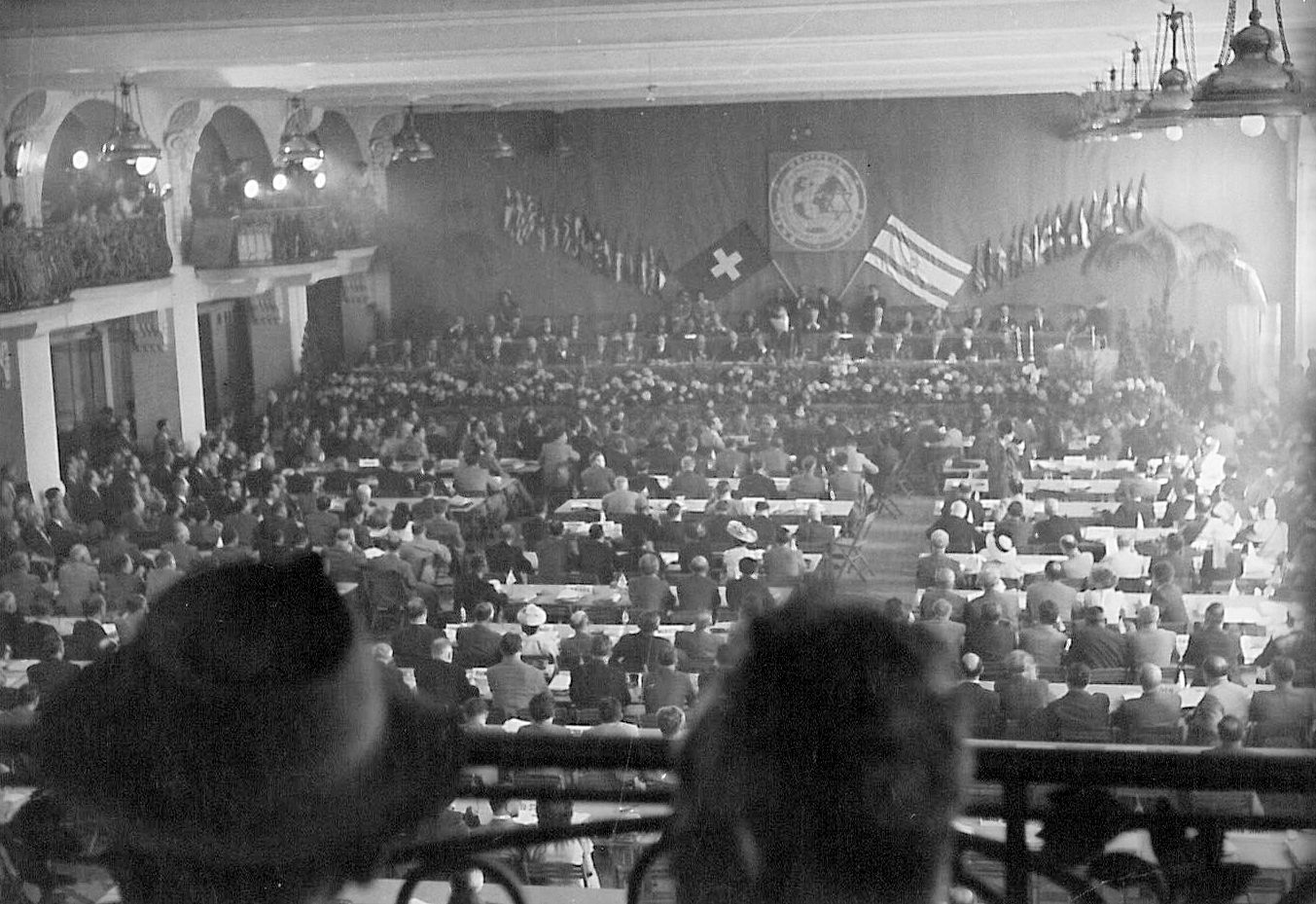
Segunda Asamblea Plenaria del CJM en Montreux, Suiza, en 1948

Si bien su propósito principal era defender los derechos de los judíos en la Diáspora, el CJM siempre apoyó activamente los objetivos del sionismo, es decir la creación de una Patria nacional judía en Palestina. El Yishuv, la comunidad judía del Mandato Británico de Palestina, estuvo representado en la Primera Asamblea Plenaria del CJM en 1936, que afirmó en una resolución "La determinación del pueblo judío de vivir en cooperación pacífica con sus vecinos árabes sobre la base del respeto mutuo por los derechos del otro".
En 1946, en un memorando al Comité Angloamericano sobre Palestina redactado por el secretario político del CJM Alexander Easterman, la organización declaró que "la única esperanza de revivir la vida y cultura del pueblo judío depende de la creación de una patria judía plenamente autónoma, reconocida como tal en todo el mundo; es decir una mancomunidad judía en Palestina". Los funcionarios del CJM hicieron lobby ante los Estados miembro de la ONU en favor de la aprobación de la Resolución 181 de 1947 de la Asamblea General de la ONU, que proponía la creación de un estado judío y uno árabe en Palestina. El 15 de mayo de 1948, día de la proclamación de la independencia de Israel, el Ejecutivo del CJM prometió "la solidaridad de los judíos del mundo" con el incipiente estado judío. En Montreux, Suiza, delegados de 34 países asistieron a la Segunda Asamblea Plenaria del Congreso Judío Mundial, que tuvo lugar entre el 27 de junio y el 6 de julio de 1948.

### Negociaciones con Alemania sobre reparaciones e indemnizaciones
En 1949, el Congreso Judío Mundial intimó a la recientemente creada República Federal de Alemania a reconocer la responsabilidad del pueblo alemán por las injusticias cometidas por el régimen nazi contra el pueblo judío. En 1950, el CJM abrió una oficina en Fráncfort para que funcionara como "puesto de escucha" de los sucesos de Alemania. En protestas ante Estados Unidos, Gran Bretaña y Francia, el CJM detalló los reclamos judíos a Alemania, tanto morales como materiales. En 1951, Nahum Goldmann, a pedido del gobierno israelí, creó la Conferencia de reclamos materiales judíos contra Alemania (conocida en inglés como la Claims Conference).
El mismo año, en una declaración aprobada por el Parlamento, el Canciller de Alemania Occidental Konrad Adenauer reconoció el deber de Alemania de efectuar una restitución moral y material al pueblo judío y señaló su disposición a participar en negociaciones con representantes judíos y el Estado de Israel. "Se han cometido crímenes indescriptibles en nombre del pueblo alemán, que exigen una indemnización moral y material […]. El Gobierno Federal está preparado, conjuntamente con representantes del pueblo judío y del Estado de Israel […] a alcanzar una solución al problema de la indemnización material, facilitando así el camino hacía la satisfacción espiritual de un sufrimiento infinito", dijo Adenauer.
El 10 de septiembre de 1952, el CJM y Nahum Goldmann, presidente de la Conferencia por el Reclamo del Material Judío contra Alemania y el gobierno Federal de Alemania Occidental firmaron un acuerdo contenido en dos protocolos. El Protocolo n.º 1 exigía la promulgación de leyes que compensaran a las víctimas de los nazis directamente por reclamos de indemnización y restitución que provinieran de la persecución nazi. En virtud del Protocolo n.º 2, el gobierno de Alemania Occidental entregaba a la Conferencia por el reclamo del material judío contra Alemania 450 millones de marcos alemanes para la asistencia, rehabilitación y reasentamiento de las víctimas judías de la persecución nazi. También se firmaron acuerdos similares con el estado de Israel.
Con posterioridad a estos acuerdos, la Conferencia continuó negociando con el gobierno alemán las modificaciones a los diversos compromisos legislativos y monitoreando la implementación de las diversas leyes de indemnización y restitución. De acuerdo con la Conferencia, más de 278.000 sobrevivientes del Holocausto judío recibieron pensiones vitalicias en virtud de las Leyes de Indemnización federales de Alemania. Alemania gastó un total de 60 mil millones de dólares estadounidenses para cubrir los reclamos judíos.
En 1952, el Congreso Judío Mundial intimó al gobierno austriaco a intensificar los esfuerzos para restituir las propiedades judías sin herederos. El primer ministro austriaco Leopold Figl posteriormente prometió resolver los reclamos judíos.
En la Tercera Asamblea Plenaria del CJM, que se celebró del 4 al 11 de agosto de 1953 en Ginebra, Nahum Goldmann fue elegido presidente del Congreso Judío Mundial, habiendo sido anteriormente presidente interino.

### Esfuerzos del CJM en favor de los judíos soviéticos
Si bien la Unión Soviética inicialmente apoyó la creación del Estado de Israel, durante la década de 1950 el estado judío emergió como parte del bando occidental, y el sionismo generó temores de disenso interno y oposición entre los dirigentes comunistas.
Durante la Guerra Fría, se sospechó que los judíos soviéticos eran traidores, simpatizante de occidente, y un riesgo para la seguridad. Los dirigentes comunistas clausuraron varias organizaciones judías y declararon al sionismo enemigo ideológico. Frecuentemente la policía vigilaba las sinagogas, tanto abiertamente como a través de informantes. Como resultado de la persecución, tanto por parte del estado como no oficial, el antisemitismo se arraigó profundamente en la sociedad y perduró muchos años. Los medios soviético, al describir eventos políticos, a veces usaban el término " fascismo" para caracterizar el nacionalismo israelí. Muchas veces los judíos padecieron dificultades, tipificadas por la prohibición de inscribirse en universidades, trabajar en ciertas profesiones, o participar en el gobierno. Muchos judíos se sintieron obligados a esconder sus identidades cambiando sus nombres.

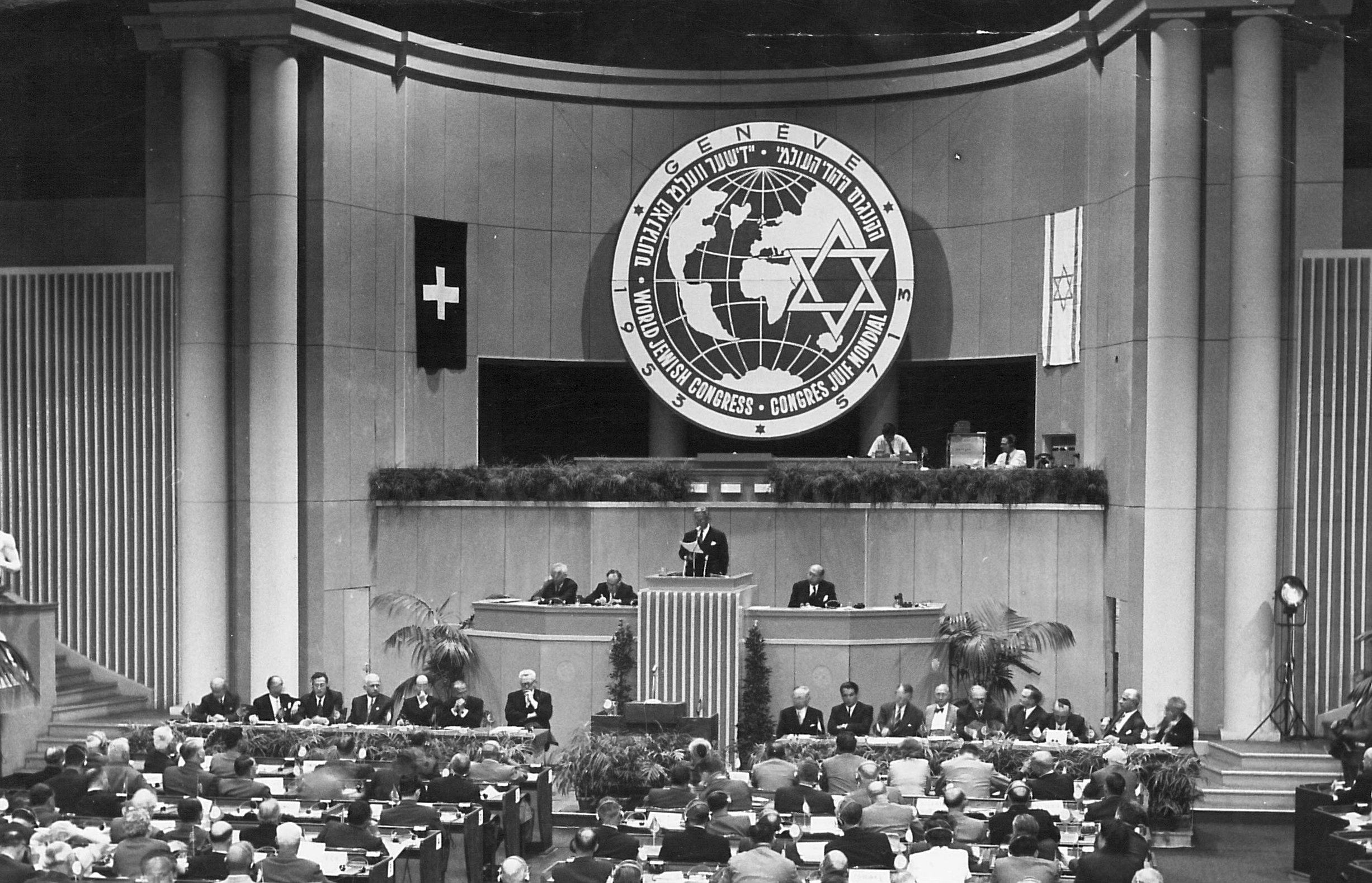
Tercera Asamblea Plenaria del Congreso Judío Mundial, Ginebra, Suiza, 4-11 de agosto de 1953

En 1953, el Congreso Judío Mundial condenó la acusación en Moscú a doctores judíos como supuestos conspiradores contra los dirigentes de la Unión Soviética, el denominado Complot de los doctores, y convocó a una reunión de dirigentes en Zúrich, Suiza, que se canceló en el último minuto debido al fallecimiento del dictador soviético José Stalin. La nueva dirigencia soviética declaró que la causa contra los doctores había sido inventada.
En 1956, los líderes del CJM entregaron un memorando a los dirigentes soviéticos Nikolái Bulganin y Nikita Jrushchov durante su visita a Londres, y un año más tarde el Ejecutivo del Congreso Judío Mundial hizo un llamado de atención al mundo en relación con la difícil situación de los judíos en la Unión Soviética y otros países comunistas. Esto dio por resultado una creciente campaña internacional en pos de sus derechos culturales y religiosos y de la reunión de familias separadas por la Guerra Fría. Después de un lapso de siete años, la organización también restableció el contacto con varias comunidades judías de la Europa oriental comunista. En 1957, la comunidad judía de Hungría se afilió nuevamente al CJM.
En 1960, el CJM convocó la Conferencia Internacional sobre los Judíos Soviéticos en París, presidida por Goldmann. En 1971, el CJM copatrocinó la Primera Conferencia Mundial de comunidades judías sobre los judíos soviéticos en Bruselas, Bélgica. Las sucesivas conferencias se llevaron a cabo en Bruselas y Zúrich en 1976.

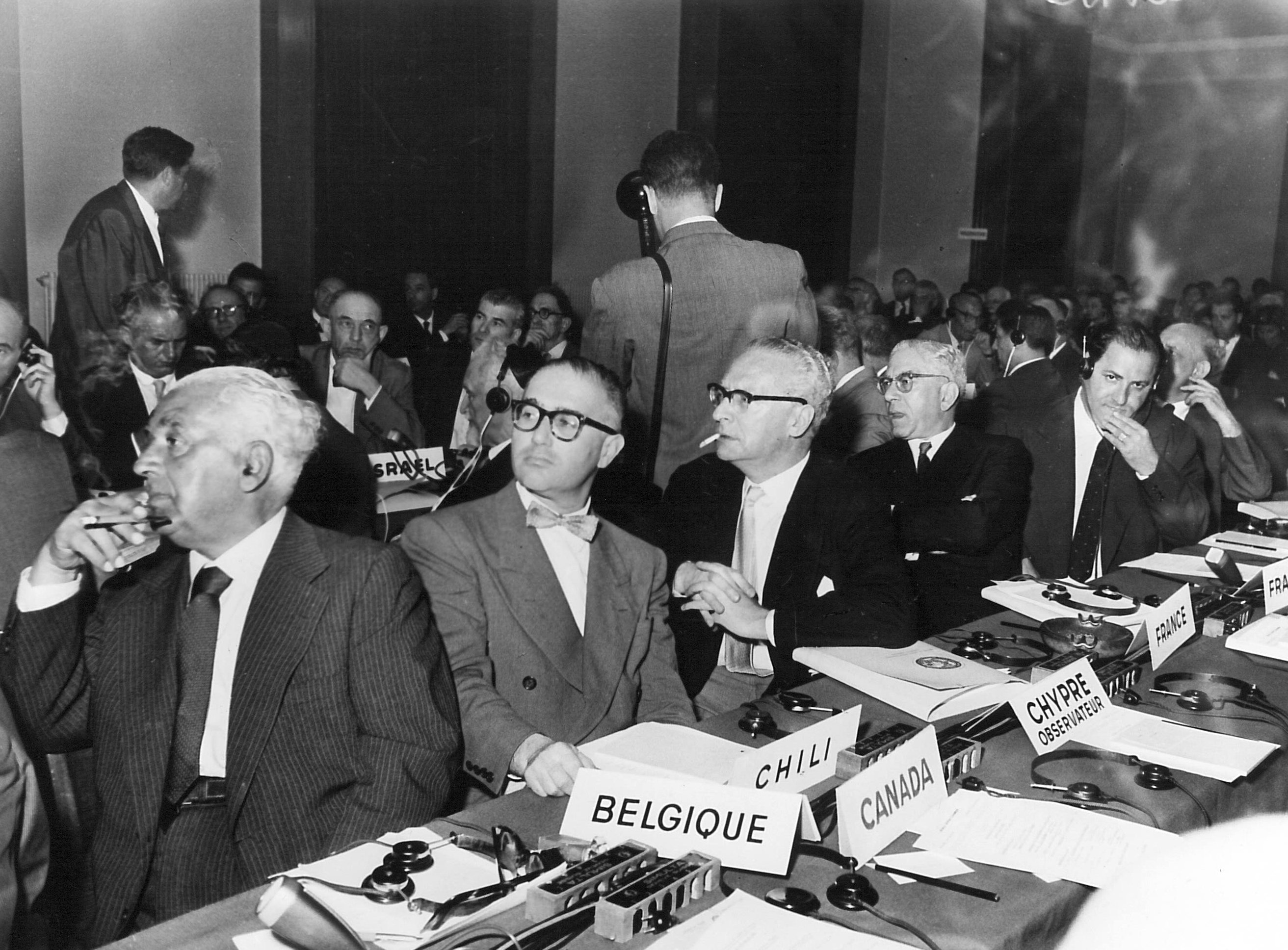
Delegados a la Conferencia del 25° Aniversario del Congreso Judío Mundial, Ginebra, Suiza, 1961

En la segunda conferencia de Bruselas, los líderes judíos exigieron a la Unión Soviética que implementara la Declaración de Helsinki sobre derechos humanos, que respetara su propia constitución y legislación y "reconociera y respetara el derecho de los judíos de la URSS a reunirse con sus hermanos en la Tierra de Israel, la patria histórica de los judíos". Bajo el lema, "Dejen partir a mi pueblo", el movimiento de judíos soviéticos atrajo la atención de estadistas y personalidades públicas en occidente, quienes consideraron que la política de la Unión Soviética hacia los judíos violaba los derechos básicos humanos y civiles como la libertad de inmigración, libertad de culto, y la libertad de estudiar el propio idioma, cultura y patrimonio. "No tienen más opción que liberar a los judíos soviéticos", dijo el presidente de Estados Unidos Ronald Reagan al líder soviético Mijaíl Gorbachov durante la primera visita oficial de este último a Estados Unidos en 1987.
Los dirigentes del CJM actuaron como intermediaros, y en marzo de 1987, los dirigentes Edgar Bronfman, Israel Singer, Sol Kanee y Elan Steinberg y como el presidente de la Conferencia de Presidentes de las Principales Organizaciones Judías Norteamericanas, Morris Abram, viajaron a Moscú para analizar el asunto con los ministros del gobierno soviético, si bien los funcionarios rápidamente negaron que la URSS había acordado un aumento de la emigración judía e invitado a una delegación israelí a Moscú. Sin embargo, se consideró que las visitas de autoridades del CJM a Moscú fueron útiles para garantizar los permisos de salida a judíos prominentes de la Unión Soviética.
En 1989, las organizaciones judías soviéticas recibieron permiso de las autoridades para incorporarse al Congreso Judío Mundial, y dos años después en Jerusalén, varios delegados de la Unión Soviética elegidos directamente la representaron oficialmente por primera vez en una Asamblea Plenaria del Congreso Judío Mundial.

### Garantizando los derechos de los judíos del norte de África y Medio Oriente
En el período posterior a la Segunda Guerra Mundial y la creación del Estado de Israel, el Congreso Judío Mundial participó activamente ayudando a judíos de países árabes y musulmanes sometidos a crecientes presiones. En enero de 1948, el presidente del CJM Stephen Wise hizo esta apelación al Secretario de Estado de Estados Unidos George Marshall: "Entre 800.000 y un millón de judíos de Medio Oriente y el norte de África, excluyendo Palestina, corren "el mayor peligro de destrucción" a manos de los musulmanes que están siendo incitados a una guerra santa por la Partición de Palestina... los actos de violencia ya perpetrados, junto con aquellos contemplados, que apuntan claramente a la destrucción total de los judíos, constituyen genocidio, que en virtud de las resoluciones de la Asamblea General es un crimen contra la humanidad". Estados Unidos, sin embargo, no tomó ninguna acción ulterior para investigar dichos alegatos.

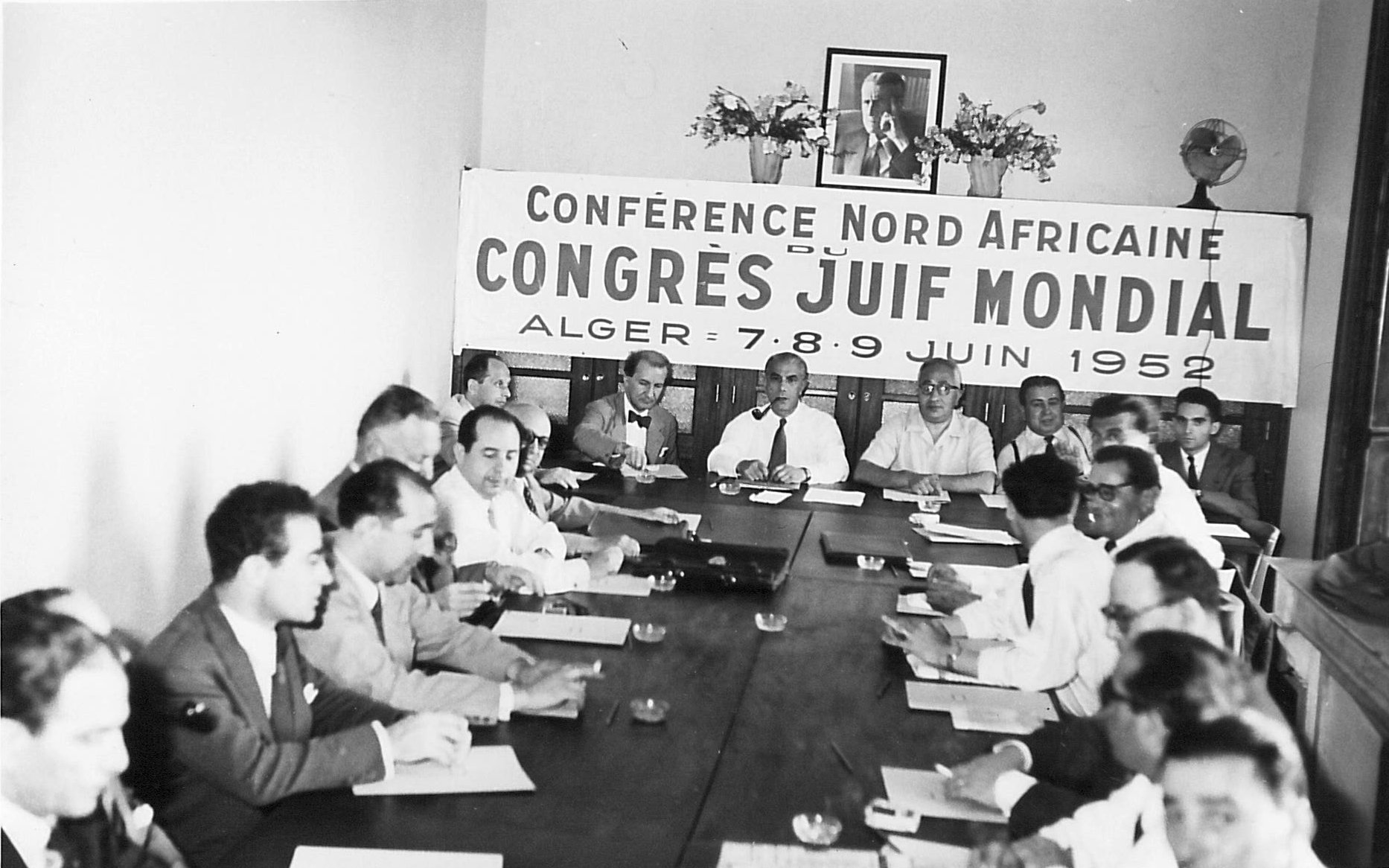
Conferencia del Congreso Judío Mundial sobre la situación de los judíos en el norte de África, Argelia, 1952

El CJM también presentó un memorando sobre el problema al Consejo Económico y Social de las Naciones Unidas, pidiendo que actuara urgentemente. El memorando mencionaba en particular un documento de la Liga Árabe que planeaba privar a los ciudadanos judíos de sus derechos y pertenencias como parte de un plan calculado. Sin embargo cuando el CJM entregó el documento de la Liga Árabe a ECOSOC, su presidente Charles H. Malik, representante del Líbano ante la ONU rehusó presentarlo ante la sala.
Durante la década de 1950, el CJM realizó negociaciones con una cantidad de gobiernos árabes, principalmente en el norte de África, solicitándoles que permitieran a las poblaciones judías abandonar sus países nativos. Con el avance del nacionalismo árabe, especialmente durante la década de 1950, estos esfuerzos se complicaron cada vez más. En 1954, una delegación del CJM visitó Marruecos, entonces aún bajo gobierno colonial francés.
Las autoridades del CJM también estuvieron en estrecho contacto con los líderes del movimiento de independencia de Marruecos, también con el sultán exiliado de Marruecos, Mohammed V, quien insistió en que un Marruecos autónomo garantizaría la libertad e igualdad de todos sus ciudadanos, incluyendo el acceso de los no musulmanes a la administración pública. Cuando Marruecos se independizó de Francia en 1956, el director político del CJM Alex Easterman inmediatamente inició las negociaciones con el primer ministro Mbarek Bekkay y otros funcionarios del gobierno, presionándolos para permitir la partida de los judíos.
Si bien en 1957 se llegó a un acuerdo para permitir la emigración de los 8000 judíos de Mazagan detenidos en un campo para refugiados cerca de Casablanca, un informe de 1959 del CJM arribó a la conclusión que a pesar de las repetidas garantías del nuevo gobierno de que salvaguardaría los derechos de los judíos, "los conflictos políticos internos han impedido una solución" al hecho que las autoridades negaban pasaportes a los judíos de Marruecos que deseaban abandonar el país.
En 1959, Marruecos se convirtió en miembro de la Liga Árabe, y se interrumpieron todas las comunicaciones con Israel. Sin embargo, tanto el Rey Mohámed V de Marruecos y su sucesor, Hasán II continuaron recalcando que los judíos gozaban de derechos iguales a los de otros ciudadanos en su país.

### Décadas de 1950-1980
Representantes de 43 países asistieron a la Cuarta Asamblea Plenaria del CJM que se llevó a cabo en Estocolmo, capital de Suecia, en 1959. En 1960, el CJM convocó una conferencia especial en Bruselas después de una serie de incidentes antisemitas en Europa.
En 1966, el presidente del parlamento de Alemania Occidental, Eugen Gerstenmaier, dio un discurso intitulado, ‘Alemanes y judíos – Un problema no resuelto’ ante la Quinta Asamblea Plenaria en Bruselas, Bélgica, convirtiéndose en el primer político alemán que habló ante una conferencia del CJM, lo que causó cierta controversia dentro del CJM. En protesta, algunos delegados de Israel boicotearon la sesión con Gerstenmaier.
En 1963, se creó la sección estadounidense del CJM lo que amplió la membresía de la organización en el país que alberga la mayor comunidad judía del mundo.
Para resaltar su solidaridad hacia el Estado de Israel, el CJM realizó su Sexta Asamblea Plenaria en 1975 por primera vez en Jerusalén, y con una única excepción, todas las asambleas plenarias se han reunido allí desde entonces. Los delegados también aprobaron nuevos estatutos y una nueva estructura para la organización, y el CJM celebró un acuerdo de cooperación con la Organización Sionista Mundial.

#### Oposición a la resolución de la ONU condenando el sionismo como racismo
El Congreso Judío Mundial fue activo en sus esfuerzos para revocar la Resolución 3379 de la Asamblea General de Naciones Unidas, adoptada tras la discusión promovida por el bloque soviético y del Movimiento de Países No Alineados durante la Conferencia del Año de la Mujer en la Ciudad de México. Había sido aprobada por parte de la Asamblea General de la ONU el 10 de noviembre de 1975 y sostenía "que el sionismo es una forma de racismo y discriminación racial", equiparable al Apartheid sudafricano (72 votos a favor, 35 en contra y 32 abstenciones). El Ejecutivo del CJM caracterizó la resolución como un "intento de difamar al sionismo poniéndolo en un pie de igualdad con el imperialismo, colonialismo, racismo, y apartheid, […] equivalente a incitación al racismo y odio social". Se instó a todas las comunidades y organizaciones afiliadas al Congreso a actuar de inmediato movilizando a la opinión pública en contra de la resolución, como lo hicieron varias organizaciones judías estadounidenses que declararon un boicot turístico a México. Israel convirtió la revocación de la Resolución 3379 en una condición para su participación en la Conferencia de Paz de Madrid de 1991. En 1991 la Resolución 4686 de la Asamblea General de Naciones Unidas revocó la Resolución 3379.
Durante las décadas de 1960 y 1970, el CJM también organizó una campaña para poner fin al boicot árabe a Israel.

#### Cambios en la dirigencia

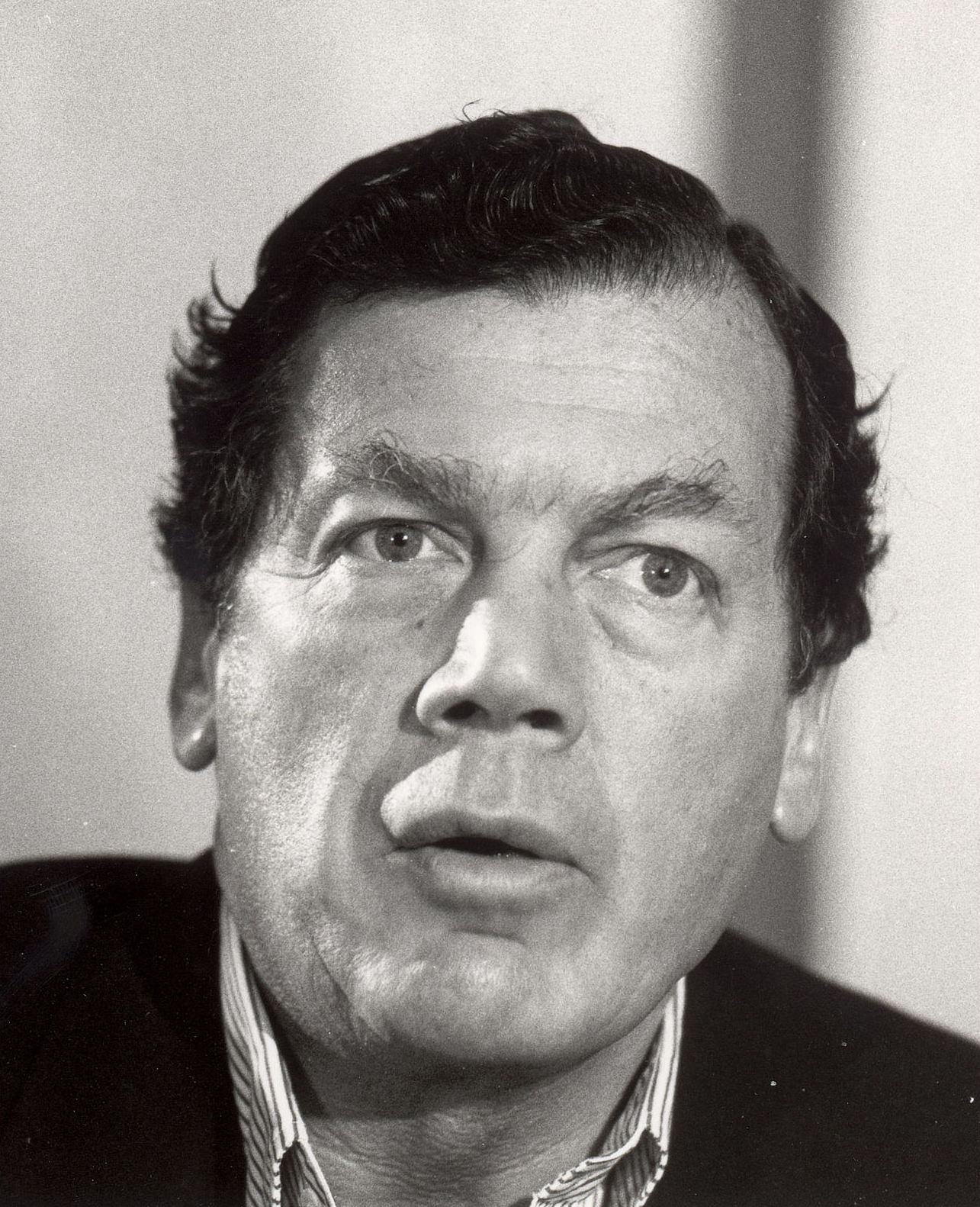
Edgar Bronfman

En la Asamblea Plenaria de 1975, Nahum Goldmann (entonces de 80 años de edad) se presentó nuevamente como candidato a la presidencia del CJM. Varios delegados israelíes, notablemente del movimiento Herut, pero también la ex primer ministro de Israel Golda Meir, se opusieron a la reelección de Goldmann por sus críticas a las políticas de Israel, particularmente respecto del proceso de paz.
Dos años después, en 1979, el desarrollador inmobiliario norteamericano y antiguo presidente de la organización judía B’nai B’rith International Philip Klutznick sucedió a Goldmann (quien falleció en agosto de 1982 con 87 años)como presidente del CJM. En 1979, cuando el presidente Jimmy Carter nombró a Klutznick secretario de Comercio de Estados Unidos, el empresario canadiense-estadounidense Edgar Bronfman ocupó la presidencia de la organización.
Bronfman fue elegido formalmente presidente del CJM por la Séptima Asamblea Plenaria realizada en Jerusalén en enero de 1981.
Bajo el liderazgo de Bronfman, el nuevo Secretario General Israel Singer (quien reemplazó a Gerhart Riegner en 1983), y el director Ejecutivo Elan Steinberg, el CJM adoptó un estilo más agresivo. Steinberg caracterizó el cambio con las siguientes palabras: "Durante mucho tiempo, el Congreso Judío Mundial debía ser el mayor secreto de la vida judía, porque en la posguerra la diplomacia era naturalmente silenciosa. Este es un liderazgo nuevo, al estilo norteamericano - menos apocado, más enérgico, y descaradamente judío".
El 25 de junio de 1982, Bronfman se convirtió en el primer líder de una organización judía en dirigir la palabra a la Asamblea General de Naciones Unidas.

#### Controversia sobre la presencia de un convento católico en Auschwitz
En 1985, monjas Carmelitas abrieron un convento cerca del emplazamiento del ex campo de exterminio nazi Auschwitz. El presidente del CJM Edgar Bronfman exigió el traslado del convento. En declaraciones públicas, otros líderes judíos lo secundaron, entre ellos el exsecretario General del CJM Gerhart Riegner. Un año después, la Iglesia católica accedió y prometió que el convento sería trasladado en el curso de dos años.
Sin embargo, las Carmelitas no se trasladaron, y un año después erigieron una gran cruz de una misa a la que había asistido el Papa Juan Pablo II cerca del emplazamiento en 1979. El Congreso Judío Mundial instó enérgicamente a la Santa Sede a tomar medidas contra la presencia del convento diciendo que Juan Pablo II debería “ejercer su autoridad” y ordenar el pronto traslado del convento y la cruz. El Ejecutivo del CJM dijo que era necesaria la acción del pontífice para implementar el acuerdo que los principales cardenales católicos europeos, entre ellos el de Cracovia, Franciszek Macharski, habían firmado con líderes judíos el 22 de febrero de 1987 en Ginebra. Edgar Bronfman declaró: "No se trata solamente del convento de Auschwitz, sino de las implicancias generales del revisionismo histórico que ha suprimido la singularidad del Holocausto y el asesinato del pueblo judío".
Algunos meses después, Roma ordenó a las Carmelitas que se trasladaran. El CJM elogió al Vaticano por su desempeño. Si bien las monjas permanecieron en el sitio hasta 1993, y dejaron allí la gran cruz.

#### Contactos diplomáticos con los países comunistas

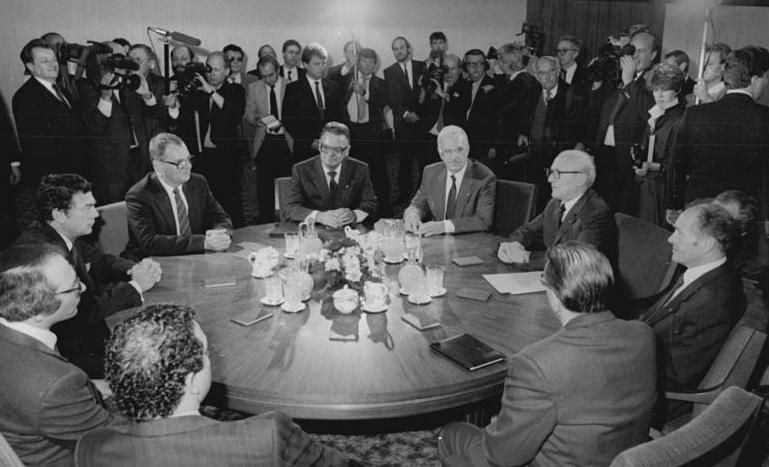
Reunión de una delegación del CJM encabezada por Edgar Bronfman con el jefe de Estado de la RDA Erich Honecker, en Berlín Oriental, octubre de 1988

A mediados de la década de 1980, el Congreso Judío Mundial también inició conversaciones diplomáticas con varios países del centro y este de Europa, principalmente la República Democrática Alemana (RDA), a cuyas autoridades el CJM instó a reconocer sus obligaciones hacía las víctimas judías de la Alemania nazi. En febrero de 1990, el primer ministro de la RDA Hans Modrow envió una carta al presidente del CJM Edgar Bronfman en la que reconocía en nombre del gobierno de Alemania Oriental la responsabilidad de la RDA por los crímenes alemanes cometidos contra el pueblo judío bajo el régimen nazi. En una declaración, Modrow dijo:
"La República Democrática Alemana se atiene inalterablemente a su obligación de hacer todo contra el racismo, nazismo, antisemitismo, y el odio entre los pueblos, para que en el futuro, la guerra y el fascismo no se originen nunca más en el suelo alemán, sino sólo la paz y el entendimiento entre los pueblos”.
Algunas semanas después el parlamento de la RDA, la Volkskammer, aprobó una resolución que reconocía la responsabilidad de la Alemania oriental por el Holocausto y pedía “Perdón a los judíos de todo el mundo”. La RDA prometió indemnizar a los judíos por los daños materiales, y salvaguardar las tradiciones judías. La resolución formó parte del tratado de reunificación de Alemania y sigue siendo parte de la legislación alemana.
En 1987, el Comité Ejecutivo del Congreso Judío Mundial se reunió en Budapest, Hungría, en la primera reunión del CJM en la Europa oriental comunista desde el fin de la Segunda Guerra Mundial. El gobierno húngaro había acordado que no impondría restricciones a la asistencia de delegados israelíes ni a los temas de debate.

#### Críticas a Kurt Waldheim
En 1986, el Congreso Judío Mundial afirmó que el candidato presidencial austriaco Kurt Waldheim, exsecretario general de Naciones Unidas, había mentido sobre su actuación como oficial de caballería del partido nazi "Sturmabteilung" (SA), y su período como oficial de caballería alemán en Tesalónica, Grecia, de 1942 a 1943. Waldheim llamó a estas afirmaciones "Burdas mentiras y actos malintencionados." En un télex a Bronfman, dijo que su pasado había sido "deliberadamente malinterpretado.” Sin embargo, admitió que había estado al tanto de las represalias alemanas contra los partisanos: "Si, yo sabía. Estaba horrorizado. ¿Pero qué podía hacer? Tenía que continuar sirviendo en el ejército o sería ejecutado". Dijo que nunca había disparado un tiro, y ni siquiera había visto un partisano. Su superior inmediato de esa época afirmó que Waldheim había "permanecido confinado a un escritorio."
El ex primer ministro austriaco Bruno Kreisky, un judío, tildó a las acciones del Congreso Judío Mundial de "infamia extraordinaria”, agregando que en una elección, los austriacos "no permitiremos que los judíos del exterior nos den órdenes y nos digan quién debe ser nuestro presidente." Sin embargo, una semana después Kreisky se distanció públicamente de Waldheim. Dijo: "No le acuso de ser un criminal de guerra, sino de no haber dicho toda la verdad".
En vista de la controversia internacional, el gobierno austriaco decidió nombrar un comité internacional de historiadores para examinar la vida de Waldheim entre 1938 y 1945. Su informe no encontró pruebas de participación personal de Waldheim en esos crímenes. Al mismo tiempo, si bien había declarado que desconocía la existencia de crímenes, los historiadores citaron pruebas de que Waldheim debía haber estado al tanto de los crímenes de guerra.
Durante su período como presidente (1986–1992), Waldheim y su esposa Elisabeth fueron oficialmente considerados personae non gratae por los Estados Unidos. Sólo pudieron visitar países árabes y la Ciudad del Vaticano. En 1987, se los incluyó en una lista de personas vigiladas con ingreso vedado a Estados Unidos y permanecieron en la lista incluso después de la publicación del informe del Comité Internacional de historiadores sobre su pasado militar en la Wehrmacht nazi.

### Restitución de bienes de la era del Holocausto y pago de indemnizaciones
En 1992, el Congreso Judío Mundial estableció la Organización Judía Mundial para la Restitución (World Jewish Restitution Organization) (WJRO), un organismo marco de organizaciones judías que incluía a la Agencia Judía para Israel. Su objetivo es luchar por la restitución de propiedades judías en Europa, fuera de Alemania (allí lo hace la Claims Conference). Según su sitio web, la misión de WRJO es consultar y negociar "Con gobiernos nacionales y locales para formalizar acuerdos y garantizar legislación referida a la restitución de propiedad al pueblo judío", realizar "investigación sobre propiedades judías en archivos nacionales y locales y crear un banco de datos central para registrar y recopilar información sobre propiedad comunitaria judía”, y asignar "fondos para la preservación de proyectos culturales y educativos judíos en dicho país. A la fecha, se han creado fondos en Polonia, Rumania y Hungría." El actual presidente del Congreso Judío Mundial, Ronald Lauder, también preside la WRJO.

#### Acuerdo con los bancos suizos
El CJM, la Conferencia de Reclamos Materiales Judíos contra Alemania, la Organización Mundial de Restitución a Judíos, y la Comisión Internacional de Reclamos de Seguros de la Era del Holocausto fundada en 1998, han obtenido millones de dólares para las víctimas y sobrevivientes del Holocausto en pagos de Alemania, bancos suizos, empresas de seguros y otros terceros por $ 20.000 millones.
En 1995, en nombre de diversas organizaciones judías, el CJM inició negociaciones con bancos suizos y el gobierno de Suiza en relación con las denominadas cuentas bancarias ‘dormidas’ de víctimas del Holocausto de la Segunda Guerra Mundial. El CJM presentó una queja ante un tribunal en Brooklyn, NY, alegando que las víctimas del Holocausto y sus familias se topaban con barreras arbitrarias para acceder a cuentas bancarias suizas de la época de la Segunda Guerra Mundial a causa de requisitos tales como certificados de defunción (típicamente inexistentes para víctimas del Holocausto), y que algunos bancos suizos hacían esfuerzos deliberados por retener los saldos de las cuentas indefinidamente.
Los reclamos también incluían el valor de obras de arte que según se afirmaba habían sido robadas, "daños y perjuicios" a personas a quienes se negaba el ingreso a Suiza mediando solicitudes de refugiados, y el valor o costo de trabajos teóricamente realizados por personas mantenidas a cargo del gobierno suizo en campamentos para personas desplazadas durante el Holocausto, junto con intereses sobre dichos reclamos desde el momento de la pérdida.
El CJM consiguió el apoyo de altos cargos del gobierno de Estados Unidos, entre ellos el senador por Nueva York Alfonse D'Amato, quien llevó a cabo audiencias de la Comisión Bancaria del Senado sobre el tema y sostuvo que "centenares de millones de dólares" de bienes judíos de la época de la Segunda Guerra Mundial permanecían en bancos suizos. A petición del presidente de Estados Unidos Bill Clinton, el Subsecretario de Comercio Stuart Eizenstat testificó en las audiencias que los bancos suizos a sabiendas compraron a los nazis oro robado durante la Segunda Guerra Mundial. Posteriormente se nombró a Eizenstat enviado especial del gobierno de Estados Unidos para asuntos relacionados con el Holocausto. El informe se basaba exclusivamente en archivos del gobierno de Estados Unidos. No contenía nueva información histórica sobre los depósitos de las víctimas del nazismo en bancos suizos, y criticaba las decisiones de funcionarios de Estados Unidos que negociaron acuerdos con Suiza después de la guerra calificándolos de demasiado indulgentes.
Las auditorías de cuentas dormidas ordenadas por el gobierno suizo entre 1962 y 1995, revelaron un total de 32 millones de dólares estadounidenses (a valores de 1995) en cuentas sin reclamar de la época de la guerra. Sin embargo, durante las negociaciones, los bancos suizos acordaron encargar otra auditoría de cuentas de la época de la guerra, encabezada por el exdirector de la Reserva Federal de Estados Unidos Paul Volcker. El informe de la Comisión Volcker concluyó que el valor contable de 1999 de todas las cuentas dormidas sin reclamar que posiblemente pertenecían a víctimas de la persecución nazi, cerradas por los nazis, o cerradas por personas desconocidas ascendía a 95 millones de CHF (francos suizos). De este total, 24 millones de francos suizas "probablemente" estaban relacionados con víctimas de la persecución nazi. La Comisión recomendó que para llegar a un acuerdo, los valores contables se deberían modificar a los valores de 1945 (sumando gastos administrativos anteriores erogados y restando intereses) y luego multiplicarlos por 10 para reflejar las tasas promedio de inversión de largo plazo en Suiza.
El 12 de agosto de 1998, varios bancos suizos importantes acordaron pagar a los sobrevivientes del Holocausto y sus familiares más de US$ 1.250.000.000 en el curso de los siguientes tres años. Como parte del acuerdo, los demandantes dejarían sin efecto una demanda ante los tribunales de Estados Unidos contra el Banco Nacional Suizo de propiedad del gobierno.

#### Oro Nazi
En noviembre de 1996, el CJM organizó una conferencia de 150 líderes judíos en Oslo, Noruega, sobre el tema del Oro Nazi. En 1997, un estudio encargado por el Congreso Judío Mundial determinó que entre 1933 y 1945 la Alemania nazi había robado al menos US$ 8.500.000.000 en oro a los judíos y otras víctimas. El estudio calculó que un tercio del oro provenía de individuos y empresas privadas y no de bancos centrales, y que más de US$ 2.000.000.000 en oro de propiedad privada, finalmente terminaron en bancos suizos. Suiza rechazó las acusaciones del CJM. En respuesta a consultas del Congreso Judío Mundial, la Reserva Federal de Estados Unidos admitió en 1997 que el oro de origen personal confiscado por los nazis había sido fundido y transformado en lingotes de oro después de la guerra y enviado a los bancos centrales de cuatro países europeos. En 1996, Suecia también inició una investigación en virtud de las afirmaciones del Congreso Judío Mundial de que se había depositado oro nazi robado en la Segunda Guerra Mundial en bóvedas de seguridad del gobierno sueco.
En 1999, Elan Steinberg, director ejecutivo del Congreso Judío Mundial, calificó el informe de una comisión portuguesa sobre el oro nazi como "un blanqueamiento del régimen salazarista y una traición del pueblo de Portugal". La comisión, presidida por el expresidente portugués Mario Soares, sostuvo que las autoridades portuguesas habían recibido durante la Segunda Guerra Mundial "oro alemán como contrapartida de un comercio legítimo conocido y aceptado por los aliados"; y que "no tuvieron conocimiento de su procedencia hasta 1944", y rechazó "cualquier indemnización" a las víctimas del Holocausto. Según un artículo en El País, "Steinberg calificó de 'incomprensible' que el Gobierno democrático de Lisboa se empeñe en defender el régimen salazarista 'cuando existen millares de documentos que prueban la recepción por parte de Portugal de toneladas de oro saqueadas por los nazis en los países ocupados'."

#### Acuerdos con otros países europeos sobre restitución e indemnización de propiedades de la época del Holocausto
Durante las décadas de los 1990 y 2000, a instancias del Congreso Judío Mundial, 17 países europeos crearon comisiones especiales para investigar su rol durante la Segunda Guerra Mundial. Muchos crearon fondos para indemnizar a víctimas de la guerra, tanto judías como de otro origen. En 1997, el primer ministro francés Alain Juppé creó una comisión para investigar la confiscación de propiedades judías por las fuerzas nazis de ocupación y los colaboradores franceses durante la guerra.
En mayo de 1998, las seis principales compañías europeas de seguros concernidas por las demandas de las víctimas del holocausto o sus herederos firmaron ayer un acuerdo negociado por el Congreso Judío Mundial sobre los procesos de indemnización.
En 2000/2001, el Congreso Judío Mundial ayudó a negociar un acuerdo de indemnización con el gobierno y la industria alemanes en virtud del cual se creó un fondo de € 5.000.000.000 para indemnizar a los trabajadores esclavos y forzados de la Segunda Guerra Mundial, que vivían principalmente en Europa Central y del Este, quienes hasta ese momento no habían recibido ningún pago de indemnización por su sufrimiento bajo el régimen nazi.

#### Restitución de obras de arte robadas
En 1998, el CJM dio a conocer una lista de 2.000 personas que supuestamente habían participado en el robo masivo de obras de arte por parte de los nazis. Nombraba a gente de 11 países, entre ellos curadores de museos, propietarios de galerías, expertos en arte, y otros intermediarios. Pocas semanas después, en Washington, delegados de 44 países acordaron crear un registro central de obras de arte robadas por los nazis que se instalaría en Internet. Ronald S. Lauder, quien entonces presidía la Comisión de Recuperación de Obras de Arte del CJM, calculó que aun faltaban 110.000 obras de arte por un valor de entre 10.000 y 30.000 millones de dólares estadounidenses. En 2000, el Congreso Judío Mundial criticó a los museos por esperar a que las obras de arte fueran reclamadas por víctimas del Holocausto en lugar de anunciar públicamente que tenían piezas sospechosas.

## Políticas y actividades clave del Congreso Judío Mundial

### Apoyo a Israel

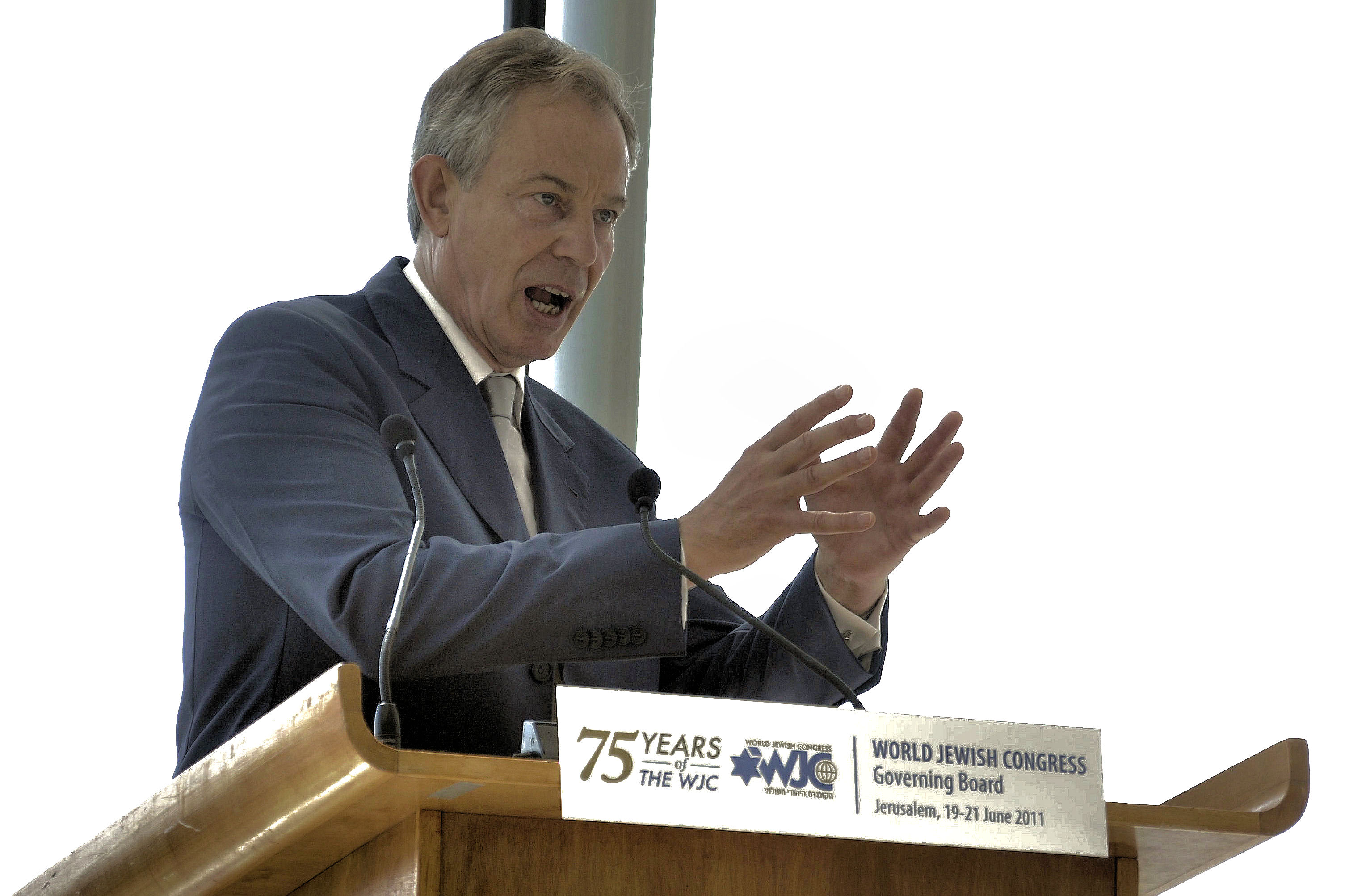
El enviado al Cuarteto Internacional para Medio Oriente Tony Blair informa a los delegados al Consejo Directivo del Congreso Judío Mundial en Jerusalén sobre el proceso de paz, junio de 2011

La declaración de misión del Congreso Judío Mundial sostiene que la organización pretende "incrementar la solidaridad entre las comunidades judías en todo el mundo y, reconociendo la centralidad del Estado de Israel para la identidad judía contemporánea, reforzar los vínculos de las comunidades judías y los judíos de la Diáspora con Israel".

#### Lucha contra la deslegitimación de Israel
Recientemente el CJM comenzó a trabajar principalmente contra la deslegitimación de Israel.
El CJM incide ante las organizaciones internacionales, particularmente Naciones Unidas, para asegurar que los gobiernos "apliquen las mismas normas que para otros países al juzgar las acciones de Israel”. En su sitio Web el CJM afirma que "Las críticas de ciertos países no deben singularizar a Israel, cuando ellos mismos no respetan los principios de democracia, derechos humanos y el imperio de la ley" y que "Israel debe ser tratado con imparcialidad en las organizaciones internacionales, especialmente en Naciones Unidas organismos como el Consejo de Derechos Humanos.”
A comienzos de 2009, el presidente del CJM Ronald S. Lauder escribió a la Alta Comisionada de Naciones Unidas para los Derechos Humanos (ACNUR), Navi Pillay, antes de la Conferencia de Examen de Durban, pidiendo que se revocaran las cláusulas que estigmatizaban a Israel en la Declaración y Programa de Acción de Durban 2001.
Lauder también denunció al Consejo de Derechos Humanos de las Naciones Unidas por publicar lo que denominó un "informe profundamente tendencioso y sesgado" en relación con el ataque de Israel a la flotilla de Gaza en mayo de 2010. “Observamos que el Consejo ha perdido su rumbo moral, donde el terrorismo se considera activismo, y a la autodefensa se la denomina violencia desproporcionada. Si la ACNUR desea recuperar la integridad de su objetivo original, no puede aceptar que se la manipule para justificar y encubrir el terrorismo", declaró el presidente del CJM.
En diciembre de 2010, el Congreso Judío Mundial, junto con varios ministerios del gobierno israelí, convocó en Jerusalén a una consulta denominada "Construyendo asociaciones y sinergias para contrarrestar el ataque a la legitimidad de Israel". Asistieron más de 100 dirigentes profesionales judíos de 60 organizaciones. La conferencia identificó la necesidad de un esfuerzo conjunto por parte de los judíos del mundo y el Estado de Israel para promover la protección de los derechos de Israel y "detener el ataque político y económico" en su contra. El primer ministro de Israel Benjamín Netanyahu, el ministro de Asuntos Estratégicos, Moshe Yaalon, Natan Sharansky, presidente de la Agencia Judía para Israel, el exministro de justicia canadiense y actual miembro del parlamento de Canadá Irwin Cotler, la legisladora italiana Fiamma Nirenstein y dirigentes judíos internacionales participaron en la consulta, que dio por resultado la creación de la "Coalición Global por Israel" y la formación de equipos de trabajo para implementar las conclusiones alcanzadas.
Junto con el Jerusalem Center for Public Affairs, en septiembre de 2011 el CJM publicó un libro de política titulado "Los derechos de Israel como nación-estado en la Diplomacia Internacional". El libro contiene artículos académicos escritos por especialistas internacionales en legislación y política de todo el espectro político, entre ellos Alan Dershowitz, Ruth Lapidoth, Stanley Urman, Shlomo Avineri, Martin Gilbert, Dan Diker. Los autores explican resumidamente los derechos históricos y legales de Israel, las dificultades de los refugiados judíos de países árabes, y refutan las denuncias más importantes contra Israel por parte de actores locales e internacionales.

#### Apoyo al proceso de paz y oposición al unilateralismo palestino
El Congreso Judío Mundial apoya una solución de dos estados al conflicto palestino-Israel y se opone a acciones unilaterales por cualquiera de las partes. Afirma en su sitio Web que "Un acuerdo negociado entre Israel y los palestinos basado en una solución de dos estados es la única manera legítima y justa de alcanzar una paz duradera. El naciente estado palestino deberá respetar los principios de democracia, derechos humanos y el imperio de la ley. Sólo se puede fundar un estado palestino si respeta el derecho de Israel a existir en seguridad. También se deberán apoyar iniciativas que ayuden al progreso económico y social de los palestinos, para estabilizar el proceso de paz”.

En la víspera de la votación de 2011 en el Consejo de Seguridad de la ONU que hubiera dado por resultado el éxito de la propuesta unilateral palestina respecto de un estado, el CJM trabajó para resaltar lo que percibía como un movimiento peligroso para Israel, la sustentabilidad del futuro estado palestino y la paz en Medio Oriente.
En septiembre de 2011, el Congreso Judío Mundial y el Consejo Internacional de Parlamentarios Judíos (CIPJ) se reunieron en Nueva York para incidir ante la comunidad internacional a fin de que impidiera la medida tomada unilateralmente por la Autoridad Palestina para convertirse en miembro pleno de Naciones Unidas y eludir las negociaciones con Israel. En una cena ofrecida por el presidente del CJM Ronald Lauder, la delegación de parlamentarios judíos sostuvo un debate abierto con los embajadores ante la ONU de países claves como Alemania, Francia, Polonia y Rusia. El CJM también se mostró "preocupado" por el reconocimiento de un Estado Palestino por Argentina y Brasil.
Ronald Lauder, en un artículo en el diario alemán Die Welt, instó a que se admitiera a Israel en la alianza occidental OTAN: “Israel necesita garantías reales para su seguridad. Los Estados miembro europeos de la OTAN -incluida Turquía- deben admitir al Estado de Israel a la alianza occidental", escribió el presidente del CJM. Hizo referencia a los levantamientos en Egipto y Túnez y dijo que servían a modo de recordatorio de cuán "impredecibles" eran los sucesos en Medio Oriente. La membresía de Israel a la OTAN "enviaría una enérgica señal a otros países de no enfrentar a Israel," añadió Lauder.
En mayo de 2012, Lauder reaccionó "con consternación" ante una sugerencia del Vice primer ministro y Canciller de Irlanda Eamon Gilmore de imponer una prohibición de importaciones a la Unión Europea de productos fabricados en los asentamientos israelíes de Cisjordania, que según Gilmore eran "ilegales" y tornaban "imposible" la paz entre Israel y los palestinos. Lauder dijo: "Los llamamientos a un boicot de esta índole son cínicos e hipócritas. El ministro Gilmore tiene en la mira a la única democracia liberal de Medio Oriente mientras calla los nombres de quienes realmente siembran el caos en la región: los Assad, Ahmadineyad y sus aliados Hezbollah y Hamas”. Añadió que "los territorios de Cisjordania se disputan legalmente y no están ilegalmente ocupados".
En junio de 2012, en el tercer aniversario del discurso del primer ministro israelí Benjamín Netanyahu en la Universidad Bar-Ilan, Lauder publicó un aviso de página completa en el Wall Street Journal y otros periódicos en el que instó al Presidente palestino Mahmud Abbas a regresar a la mesa de negociaciones. "Acepte el ofrecimiento de conversar, presidente Abbas. Hacen falta dos para lograr la paz", escribió Lauder.

### Problemas irresueltos del Holocausto
El Congreso Judío Mundial sigue ocupándose de problemas irresueltos del Holocausto, entre ellos la restitución de bienes judíos confiscados durante y después de la Segunda Guerra Mundial.

#### Recordación del Holocausto
Preservar el recuerdo de la Shoá es una parte clave de los esfuerzos públicos del CJM. En enero de 2011, el presidente del CJM Lauder acompañó al Presidente alemán Christian Wulff y sobrevivientes del Holocausto a Auschwitz. Lauder declaró:
“Auschwitz es el mayor cementerio judío del mundo. Auschwitz es donde se refinó y perfeccionó la aniquilación sistemática de judíos europeos. Es donde cuatro cámaras de gas y cuatro crematorios aniquilaron a más de un millón de judíos. Es el lugar donde el notorio "Doctor" de las SS Josef Mengele realizó crueles experimentos médicos en seres humanos. También es el lugar donde miles y miles de prisioneros de guerra polacos, Roma, Sinti y soviéticos fueron asesinados brutalmente junto con las víctimas judías. Les debemos a todos ellos, y a los sobrevivientes, asegurarnos de que los actuales antisemitas y diseminadores de odio -que quieren destruir al pueblo judío y su único refugio, la nación estado judía Israel- no lo logren".

#### Restitución de bienes judíos
Desde el final de la Segunda Guerra Mundial, el CJM ha presionado a gobiernos y empresas privadas para devolver bienes de judíos confiscados o robados a sus propietarios legítimos. Su rol fue esencial para formalizar acuerdos con varios países europeos. En sus pautas de política el CJM establece que las negociaciones referidas a bienes de la era del Holocausto se “lleven a cabo en el marco de la Organización Mundial de Restitución a Judíos en coordinación con el gobierno israelí, y con el apoyo del gobierno de Estados Unidos y la Unión Europea”.
La organización enfatiza que “La distribución de las sumas indemnizatorias no debe estar en manos del CJM, que no pretende comisión o recompensa alguna proveniente de acuerdos de restitución o indemnización de la era del Holocausto”. Los líderes del CJM han instado particularmente al gobierno polaco a aprobar una ley de restitución para las propiedades privadas robadas, pero Varsovia en marzo de 2011 anunció que era imposible debido a la situación económica actual.

#### Lucha contra la negación del Holocausto, el revisionismo y la glorificación de los nazis
En repetidas ocasiones, el CJM ha instado a los países a garantizar que se condene públicamente y se combata la negación del Holocausto. Autoridades del CJM han criticado el aumento de marchas de veteranos nazis de la Segunda Guerra Mundial, extremistas de derecha y neonazis, en diversos países europeos, entre ellos Hungría y Serbia, que públicamente glorifican el régimen de Hitler y promueven ideología antisemita.

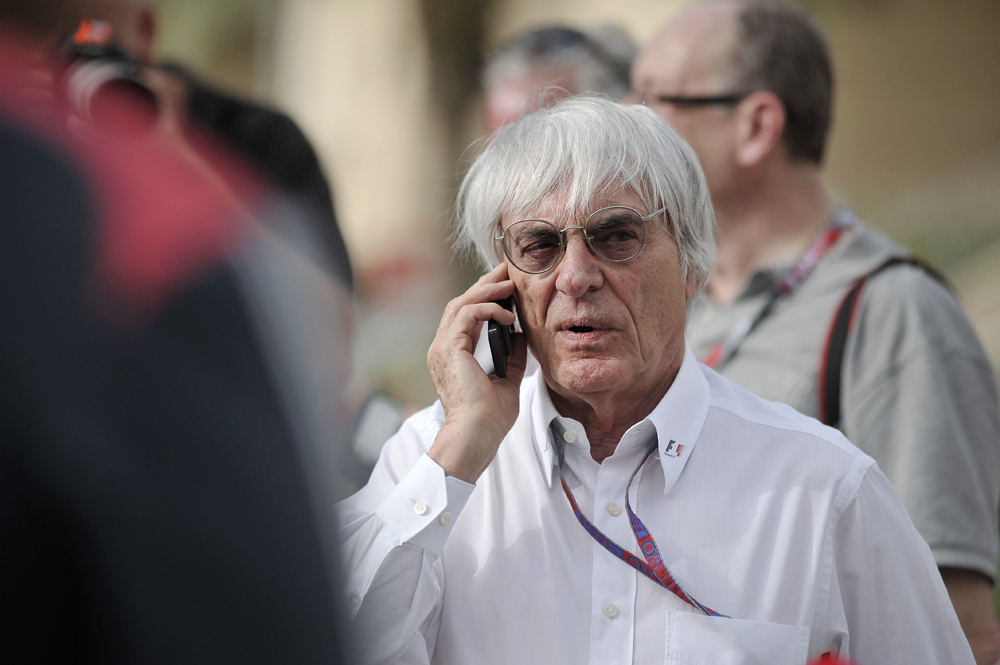
Bernie Ecclestone

En julio de 2009, el presidente del CJM Ronald Lauder instó a Bernie Ecclestone a renunciar como jefe de Fórmula 1 después de haber elogiado a Adolf Hitler en una entrevista para un diario diciendo que Hitler “hacía las cosas”. Lauder dijo que no se debería permitir que alguien con las opiniones de Ecclestone tuviera a su cargo una serie tan importante y popular de carreras. Instó a los equipos de Fórmula 1, conductores y países anfitriones a dejar de cooperar con él.
En respuesta, Ecclestone dijo a la agencia Associated Press: “Creo que la gente que está diciendo esto carece del poder para decirlo”. Al preguntársele si el CJM era poderoso, Ecclestone dijo que “es una lástima que no arreglaron los bancos” y que los judíos “tienen mucha influencia en todas partes”. Después de una protesta pública, Ecclestone se disculpó por sus comentarios y dijo que había “sido un idiota”.
El CJM también criticó a Amazon.com, el vendedor norteamericano por Internet, por vender camisetas con la leyenda ‘I love Hitler’ y mercadería similar que elogiaba a oficiales nazis de alto rango. Posteriormente los artículos fueron retirados del sitio Web.
En febrero de 2012, el CJM atacó al Tribunal Constitucional Federal de Alemania por un fallo que absolvía a un negador del Holocausto. La vicepresidenta del CJM Charlotte Knobloch calificó el juzgado de “estrafalario” y dijo que arrojaba una luz incriminatoria sobre la causa legal. Acusó al más alto tribunal de Alemania de eliminar “por la puerta de atrás” la legislación que pena la negación de la Shoá.
Después de una entrevista con el Presidente iraní Mahmoud Ahmadineyad en la televisión pública alemana en la que repetidamente llamó a Israel “un estado artificial” construido sobre la “mentira del Holocausto”, Knobloch pidió al gobierno alemán que condenara públicamente las declaraciones del líder iraní y que aislara diplomáticamente a Irán.

#### Proceso a los criminales de guerra nazis
El Congreso Judío Mundial ha solicitado repetidamente el proceso a los presuntos criminales de guerra nazis. El Presidente del CJM Ronald S. Lauder dijo en 2011: "Nunca debe haber impunidad o cierre para quienes participaron en asesinatos masivos y genocidio, independientemente de su edad”. El CJM persistirá en sus esfuerzos de llevar ante la justicia a los “pocos viejos que andan por ahí con sangre de víctimas inocentes de la Shoá en sus manos” para que se los juzgue y se los haga responsable por sus acciones.
En 2009, autoridades del CJM exigieron la extradición del ucraniano John Demjanjuk de Estados Unidos a Alemania, donde se lo buscaba bajo acusaciones de ayudar a matar a por lo menos 27.900 judíos en el campo de exterminio Sobibor durante la Segunda Guerra Mundial. El juicio y la condena de Demjanjuk en un tribunal de Múnich en mayo de 2011 fueron aclamados por la organización. Declaró Lauder: “Aunque tardíamente, se ha hecho justicia, y los familiares de quienes fueron brutalmente asesinados en Sobibor ciertamente recibirán con beneplácito este veredicto”.
En diciembre de 2010, Lauder instó públicamente a Serbia a extraditar a Peter Egner a Estados Unidos donde se lo buscaba para someterlo a juicio por servir en una unidad nazi que asesinó a 17.000 judíos durante la Segunda Guerra Mundial. Egner falleció en enero de 2011.

### Lucha contra el antisemitismo

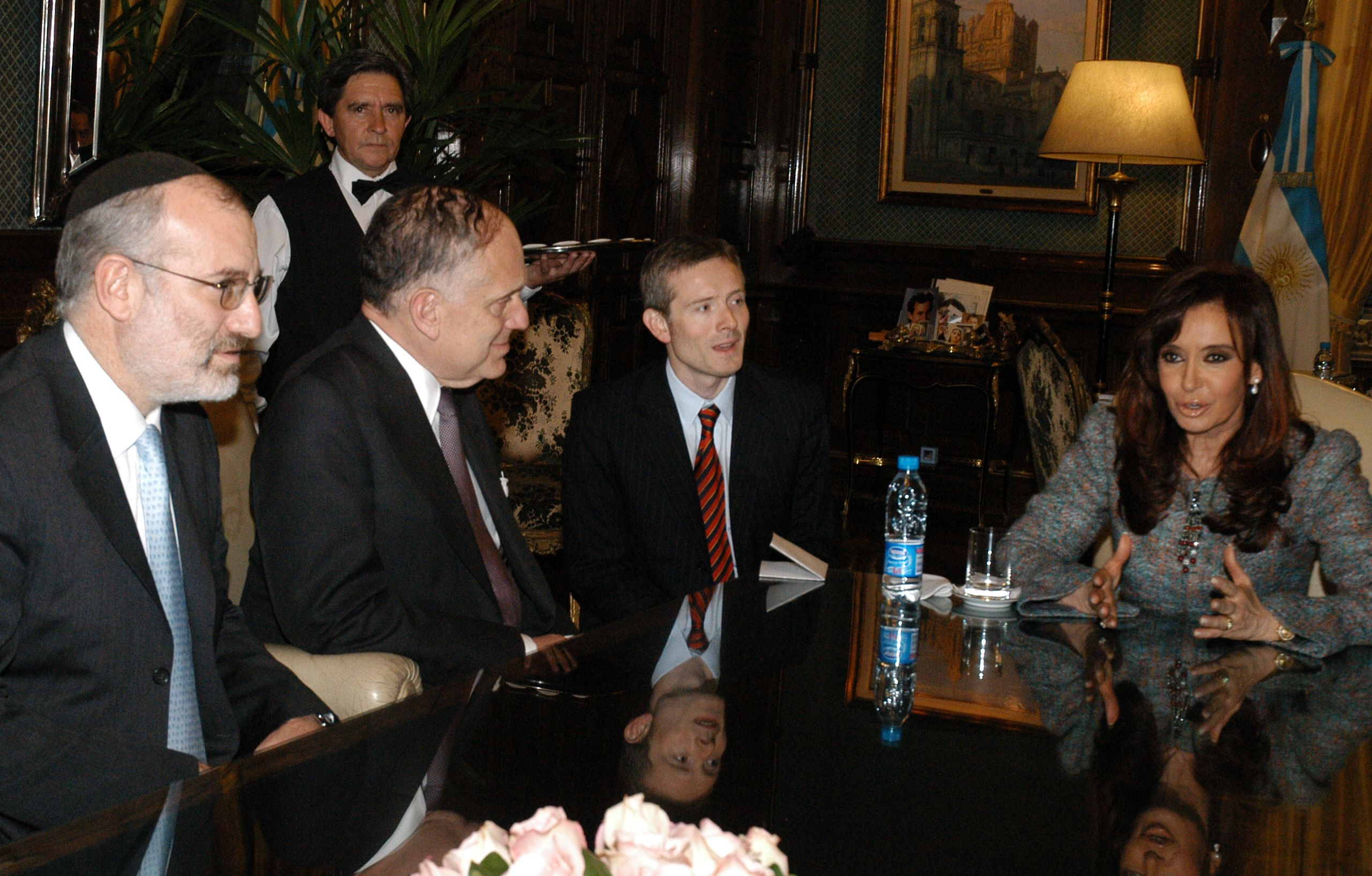
Eduardo Elsztain y Ronald S. Lauder con la Presidenta argentina Cristina Fernández de Kirchner en Buenos Aires, junio de 2008

Una de las principales actividades del Congreso Judío Mundial ha sido combatir el antisemitismo en todas sus formas. Su política declarada sobre esta cuestión es: “Los gobiernos y organizaciones internacionales deben aportar recursos adecuados para combatir el odio, principalmente brindando seguridad a las comunidades judías y mejorando la educación. Todos los países deben aprobar y hacer cumplir leyes contra el antisemitismo y otras formas de racismo.
Ninguna forma y expresión de neonazismo, xenofobia e intolerancia es aceptable y se las debe condenar, aplicándose toda la fuerza de la ley a quienes representan un peligro para la democracia, la libertad, y las comunidades judías. Se deberán prohibir marchas de grupos extremistas y antisemitas dondequiera que la legislación nacional las permita. Los gobiernos y dirigentes políticos deben condenar tales eventos y trabajar mancomunadamente con las comunidades judías locales”.
En un artículo de opinión titulado “La vergüenza de Suecia”, el presidente del CJM Ronald Lauder atacó al gobierno sueco, a funcionarios de la iglesia protestante sueca y a los medios por “atizar el fuego” del odio contra los judíos.
En marzo de 2012, Lauder calificó de “despreciables” los comentarios del sociólogo noruego Johan Galtung quien había “evocado patrañas antisemitas como el control de los medios por parte de los judíos” sugiriendo que el Mossad de Israel podría haber tenido participación en las “Masacres de 2011 en Noruega cometidas por Anders Breivik" en las que murieron 77 personas. Lauder declaró: "Hay una creciente tendencia a culpar a los judíos de todos los males que sucede bajo el sol. Es un escándalo que algunos académicos líderes como Galtung no tengan miedo de citar falsificaciones notorias como los Protocolos de los sabios de Sión para apoyar sus argumentos intolerantes”.

### Diálogo con otras religiones
El CJM considera que las tres religiones abrahámicas (cristianismo, Islam y judaísmo) pueden cooperar “para responder a los retos de la sociedad moderna, especialmente analizar y promover valores comunes”.

#### Diálogo judeocristiano
El diálogo interreligioso entre judíos y cristianos comenzó en la década de los 40, particularmente con la creación del Consejo Internacional de Cristianos y Judíos en Suiza en 1947. El CJM ha establecido buenas relaciones con la Iglesia Católica, especialmente desde el Concilio Vaticano II y la Declaración Nostra Aetate en 1965. Sin embargo, con las Iglesias ortodoxa y protestante el avance es lento, lo que según el CJM se debe principalmente al carácter descentralizado de las mismas y a ciertas cuestiones políticas relacionadas con el conflicto de Medio Oriente.

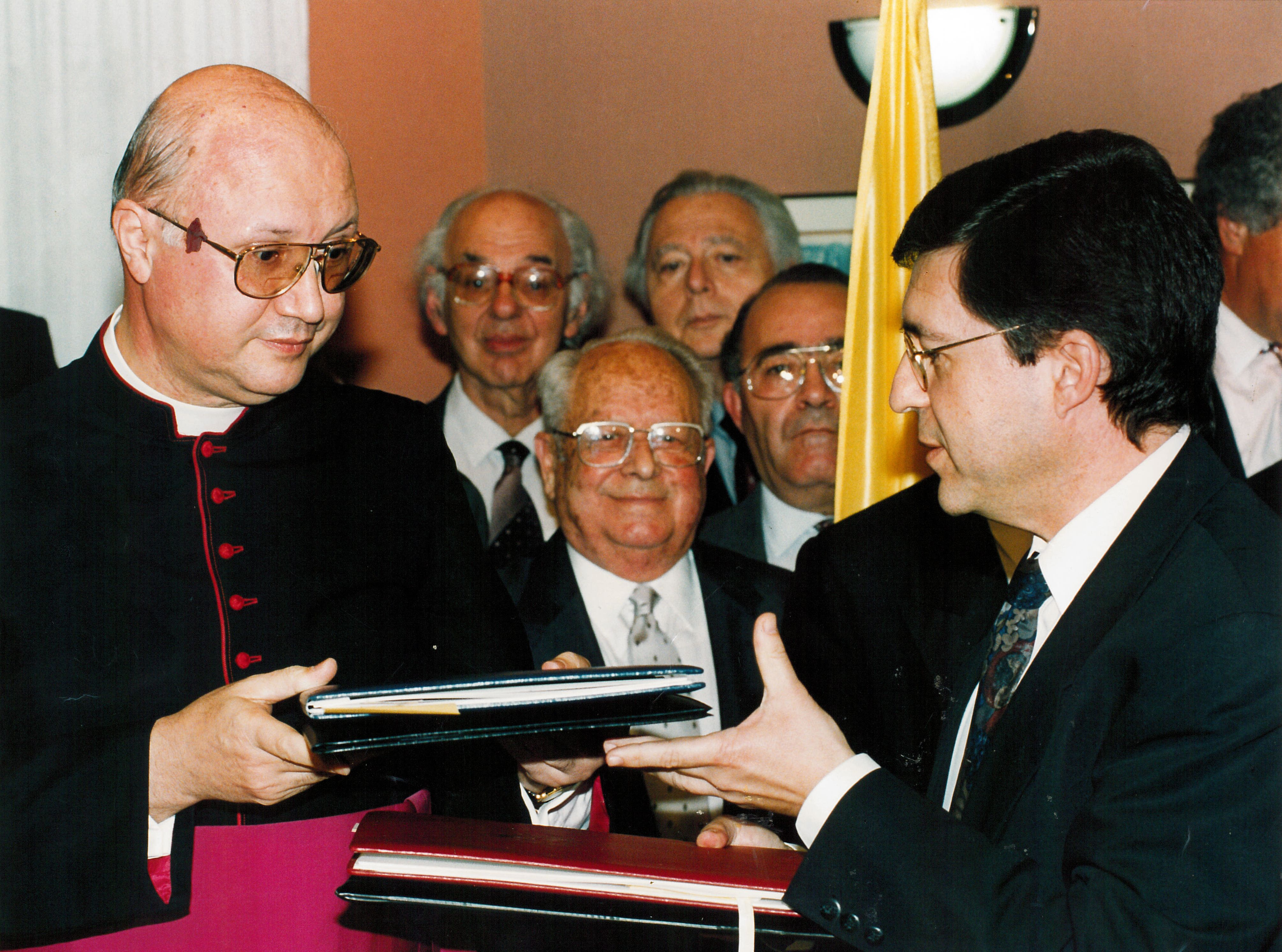
El líder del Congreso Judío Mundial Gerhart M. Riegner (centro) es testigo del establecimiento formal de relaciones diplomáticas entre la Santa Sede, representada por Claudio Maria Celli (izquierda), y el Estado de Israel, representado por el Vicecanciller Yossi Beilin, diciembre de 1993

 Desde 1945, pontífices católicos han recibido en diversas ocasiones a líderes del CJM. El Papa Pío XII recibió al Secretario General del CJM A. Leon Kubowitzki en audiencia privada en 1945. El Papa Pablo VI se reunió con el presidente del CJM Nahum Goldmann en 1969 y con el Secretario General del CJM Gerhart Riegner en 1975. En 1979, Philip Klutznick se reunió con el Papa Juan Pablo II, y Edgar Bronfman, sucesor de Klutznick, fue recibido por Juan Pablo II en 1992 y en 2003. Bronfman encabezó una delegación de líderes judíos en una reunión con el Papa Benedicto XVI en junio de 2005, y su sucesor Ronald Lauder fue recibido por Benedicto XVI en octubre de 2007, December 2010 y mayo de 2012.
El rol de la organización fue esencial para la creación de organismos interconfesionales como el Comité Judío Internacional para Consultas Interreligiosas (IJCIC en inglés), y ha participado activamente en el Comité Internacional de Enlace Católico-Judío (ILC). El CJM también colaboró en el establecimiento de relaciones diplomáticas entre el Estado de Israel y la Santa Sede en la década de los 1990.
Durante la década de los 80, el CJM persuadió al Papa Juan Pablo II para que intercediera en el traslado de un convento de monjas carmelitas que se había abierto cerca del antiguo campo de exterminio nazi de Auschwitz. El papel del Vaticano durante el Holocausto sigue siendo un asunto controvertido que se ha recrudecido repetidamente. La beatificación y posible canonización del Papa Pío XII fue criticada por el presidente Ronald Lauder, quien dijo que todos los archivos del Vaticano sobre ese período deberían ponerse a disposición de los expertos. »Existe ingente preocupación respecto del rol político del Papa Pío XII durante la Segunda Guerra Mundial que no se debe pasar por alto», afirmó Lauder en una declaración.
En febrero de 2009, Lauder y el CJM criticaron enérgicamente la decisión de la Santa Sede de revocar la excomunión del obispo Richard Williamson, entonces un líder del grupo católico disidente Sociedad de San Pío X. Williamson, en una entrevista para la televisión sueca, había negado la existencia de cámaras de gas en los campos de concentración nazis. Lauder dijo: «El Vaticano estuvo mal asesorado al revocar la excomunión de los cuatro obispos... Por ende, instamos al Papa Benedicto XVI a dar urgente respuesta a estas inquietudes y garantizar que los logros de cuatro décadas de diálogo judeo-católico no resulten afectados por una pequeña minoría que quiere dividir en lugar de unir». Lauder posteriormente elogió a Benedicto XVI por escribir una carta personal a obispos católicos en la que el Papa explicaba su accionar. «El Papa ha encontrado palabras claras e inequívocas sobre la negación del Holocausto por parte del Obispo Williamson, y merece palabras de elogio por admitir que se cometieron errores dentro del Vaticano en el manejo de este asunto», dijo el presidente del CJM según se lo cita.
En 2010, Ronald Lauder también criticó el uso permanente de la Oración por los judíos del Viernes Santo en la liturgia de la Iglesia. En una página de opinión para el periódico italiano Corriere della Sera, el presidente del CJM escribió: «Cuando el Papa permite el uso de la Oración del Viernes Santo de la vieja liturgia Tridentina, que requiere que los judíos reconozcan a Jesucristo como el salvador de todos los hombres, algunos de nosotros nos sentimos profundamente heridos».

#### Diálogo con el islam

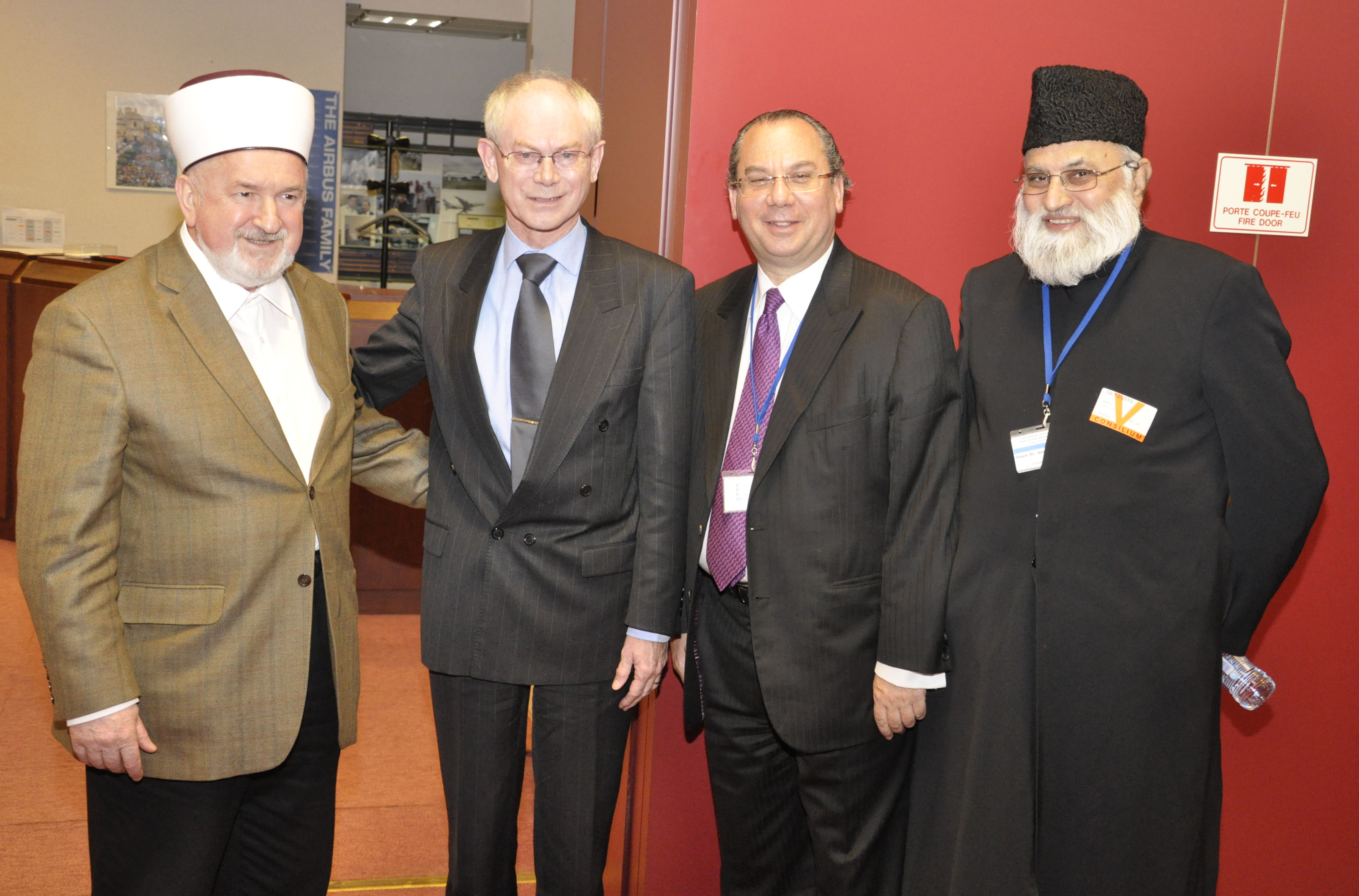
El Gran Muftí de Bosnia Mustafa Ceric, el presidente del Consejo Europeo Herman Van Rompuy, el vicepresidente del CJM Rabino Marc Schneier, y el Imán británico Abdujalil Sajid en Bruselas, diciembre de 2010

El Congreso Judío Mundial considera que el diálogo con representantes del Islam moderado es “uno de los asuntos más importantes y demandantes de esta época. La creciente falta de entendimiento entre las denominadas democracias liberales occidentales y el mundo islámico es extremadamente peligrosa”, según el sitio Web del CJM.
En 2008, líderes del CJM se reunieron con el Rey Abdalá bin Abdelaziz de Arabia Saudita en una conferencia interconfesional en Madrid, capital de España. Ese mismo año, el presidente del CJM Ronald Lauder también visitó al monarca saudita en Nueva York. En diciembre de 2011, el vicepresidente del CJM Rabino Marc Schneier fue recibido por el Rey Hamad bin Isa al-Jalifa de Baréin en la capital Manama.
El Congreso Judío Mundial también copatrocinó una reunión de dirigentes europeos musulmanes y judíos que se llevó a cabo en Bruselas en diciembre de 2010 e incluyó reuniones con funcionarios de gran jerarquía de la Unión Europea. En dicha oportunidad, Schneier declaró: “Esperamos haber dado el puntapié inicial de un movimiento que se difundirá por toda Europa. La receta es realmente simple: nuestras dos comunidades se deben centrar más en lo que nos une que en lo que nos separa. También debemos refrenar a los radicales de nuestras propias filas y asegurarnos de que no obtengan el control”. En un discurso en Londres en 2010, Schneier elogió a las autoridades de la Universidad Al-Azhar de El Cairo, considerado el centro más antiguo de erudición islámica del mundo, por abrir el diálogo interreligioso a los judíos. Declaró: “Esta decisión marca un hito, y Al-Azhar es merecedora de los elogios. Tratándose del centro rector del pensamiento islámico mundial, resultará de suma utilidad para todas las fuerzas moderadas que forman parte del Islam. [...] Los líderes de ambas partes deberían aprovechar la oportunidad y llevar las relaciones entre judíos y musulmanes un paso más allá. Ambas comunidades tienen mucho más en común, y para compartir, de lo que mucha gente cree”.

### Oposición a Irán
Desde la revolución islámica de 1979, y particularmente después de los atentados terroristas contra la Embajada de Israel en febrero de 1992 y la Asociación Mutual Israelita Argentina AMIA en julio de 1994 en Buenos Aires, en los que murieron más de 100 personas y se acusó a los gobernantes de Irán de haber sido los ideólogos de la operación, el Congreso Judío Mundial ha denunciado enérgicamente lo que denomina la “amenaza iraní”.
En 1995, el entonces presidente del CJM, Edgar M. Bronfman, tuvo un rol esencial al bloquear un contrato planeado por la petrolera norteamericana Conoco, de propiedad de DuPont, con Irán. Bronfman era en la época miembro del directorio de DuPont. El contrato hubiera sido la primera inversión importante de una petrolera en Irán desde 1979, cuando Estados Unidos cortó sus vínculos comerciales con el país después de la toma de la embajada de Estados Unidos en Teherán por militantes islámicos. Dos meses después, el CJM públicamente recibió con beneplácito una decisión del presidente de Estados Unidos Bill Clinton de imponer un embargo comercial a Irán. “Aplaudimos el golpe decisivo del presidente Clinton contra el terrorismo”, declaró el director Ejecutivo del CJM Elan Steinberg.
En 2006, después de que los fiscales de Argentina solicitaron a un juez que ordenara el arresto de un expresidente iraní Akbar Hashemi Rafsanjani y otros miembros de su gobierno en relación con el Atentado a la AMIA, Bronfman dijo que “Irán es un estado patrocinador de terrorismo”, y agregó: “Toda la comunidad internacional tiene la responsabilidad moral de garantizar que se responsabilice a Irán por sus acciones terroristas”.
El CJM incidió para que Interpol emitiera Alertas Rojas contra los sospechosos iraníes en la causa del atentado, aprobadas por la Asamblea General de Interpol en noviembre de 2007. En julio de 2012, en el 18° aniversario del atentado a la AMIA, el presidente del CJM Ronald Lauder declaró: “El régimen iraní tiene las manos manchadas de sangre, no sólo por impedir el disenso en el país sino también por patrocinar el terrorismo en el mundo. Lo que el mundo vio hace 18 años en Buenos Aires lo puede ver aún hoy, en Siria, Líbano u otros lugares”.
En una resolución de 2010 sobré Irán, el CJM apoyó la condena internacional a los repetidos llamamientos del actual Presidente iraní Mahmud Ahmadineyad a la abolición del Estado de Israel y sus declaraciones cuestionando el Holocausto. La organización resolvió “convertir en alta prioridad estratégica del CJM la cuádruple amenaza (nuclear; de incitación al genocidio; terrorismo internacional patrocinado por un estado; y las sistemáticas y extensas violaciones de los derechos humanos y civiles del pueblo iraní) que representa el actual régimen iraní para la paz y estabilidad en el mundo”.
En respuesta a los pedidos del CJM y otras organizaciones internacionales, los representantes de muchos países occidentales no se hicieron presentes en la sala de conferencias, o se retiraron, cuando el presidente iraní Mahmud Ahmadineyad atacó a Israel en su discurso ante la Conferencia de Revisión de Durban en abril de 2009 en Ginebra y ante la reunión de la Asamblea General de Naciones Unidas en Nueva York en septiembre de 2009.
El CJM ha organizado repetidamente campañas acusando a Irán de engañar a la comunidad internacional y llamando a Ahmadineyad “el mayor promotor de odio del mundo”.
En 2008, el presidente del CJM Ronald S. Lauder criticó una visita de la cancillera suiza Micheline Calmy-Rey a Teherán donde se reunió con Ahmadineyad, principalmente para ayudar a una empresa suiza a formalizar un contrato de compra de gas natural a Irán por miles de millones de dólares. Lauder dijo en una conferencia de prensa en Berna: “Quizás el dinero que Suiza le está pagando a Irán se usará algún día para comprar armas para matar a israelíes, o a norteamericanos, o comprar misiles que puedan transportar armas nucleares”.
Lauder también encabezó esfuerzos diplomáticos para persuadir a empresas europeas a retirarse de Irán. En enero de 2010, recibió con entusiasmo el anuncio del CEO de Siemens, Peter Löscher, que su empresa no encararía nuevas transacciones en Irán.
El CJM ha instado repetidamente a la comunidad internacional a hacer mayores esfuerzos para llevar ante la justicia a los ideólogos de los atentados terroristas contra la embajada de Israel y el centro de la comunidad judía de Buenos Aires (AMIA) en la década de los 90, que según los fiscales argentinos fueron perpetrados bajo la inspiración de autoridades jerárquicas iraníes.

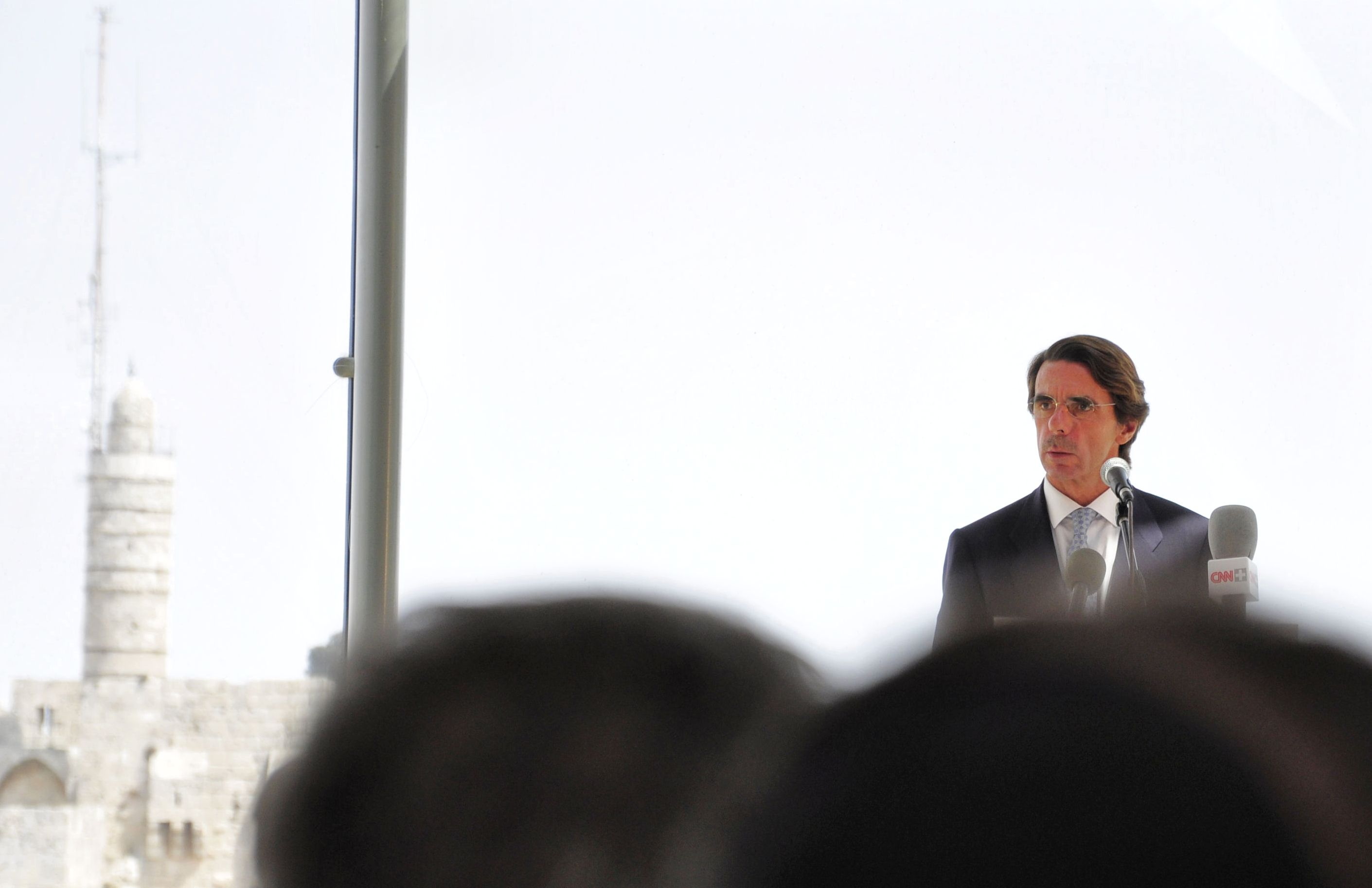
El ex Primer Ministro español José María Aznar dirigiéndose a una reunión del Congreso Judío Mundial en Jerusalén, septiembre de 2010.

 En julio de 2011, el Ronald Lauder publicó una declaración instando a las autoridades del Comité Olímpico Internacional a prohibir la participación de Irán en los Juegos Olímpicos, citando la negativa de los atletas iraníes a competir contra los israelíes. "Ya es hora de enviar a Irán una enérgica señal de que a menos que se levante este prolongado boicot, no se permitirá a los atletas iraníes participar en importantes eventos internacionales como los Juegos Olímpicos del año próximo en Londres”, dijo el titular del CJM. Lauder reiteró esta postura cuando en mayo de 2012 el presidente iraní Ahmadineyad anunció su plan de asistir a los Juegos Olímpicos de Londres. Ahmadineyad “no tiene nada que hacer” en los Juegos Olímpicos de Londres, dijo, según citó el Jewish Chronicle, un portavoz del Congreso Judío Mundial.

### Refugiados judíos de países árabes e Irán
La cuestión de los refugiados judíos de países árabes sigue estando en la agenda actual del Congreso Judío Mundial. El sitio Web del CJM afirma que “No se reconoce la difícil situación de los judíos que huyeron de países árabes, o aún viven allí, y sus preocupaciones específicas que se deben plantear a los gobiernos y organizaciones internacionales. Si se confiscaron ilegalmente bienes, se los deberá devolver a sus propietarios anteriores, o pagar una indemnización adecuada. Los judíos que permanecen en países árabes, al igual que otras minorías religiosas, deben gozar de libertad religiosa y practicar su fe de acuerdo con sus tradiciones. Se deben preservar y respetar los lugares de la comunidad judía en los países árabes”. El CJM considera que la comunidad internacional ha olvidado durante décadas la difícil situación de los refugiados judíos de países árabes, olvido que incluye a gobiernos y organizaciones internacionales.

### Otros asuntos
En agosto de 2008, el Congreso Judío Mundial y los líderes de la comunidad judía de Venezuela se reunieron en Caracas con el presidente venezolano Hugo Chávez Frías. La reunión generó controversia en el mundo judío debido al apoyo público de Chávez al presidente iraní Mahmud Ahmadineyad y a sus enérgicas críticas a Israel. Sin embargo, el entonces Secretario General del CJM Michael Schneider defendió la reunión con Chávez y dijo que el CJM actuaba sólo en representación de la comunidad judía de Venezuela, y contaba con su apoyo. El Centro Simon Wiesenthal también dio el visto bueno.